# Pfälzer Jakobswege
Die Pfälzer Jakobswege sind die pfälzischen Abschnitte der europäischen Jakobswege, die als historische Pilgerwege in die nordwestspanische Wallfahrtsstadt Santiago de Compostela führen. Dort soll nach christlicher Überlieferung der Apostel Jakobus der Ältere (span. Santiago) begraben sein.

## Übersicht
Mehrere Routen innerhalb der Pfalz sind mittlerweile bekannt. Zwei, die Nordroute und die Südroute, beginnen am Rhein am Kaiserdom zu Speyer und enden in der Kleinstadt Hornbach (Landkreis Südwestpfalz), wo sich im ehemaligen Kloster das Grab des heiligen Pirminius befindet. Südlich davon überquert der ab hier vereinigte Pilgerweg die Grenze nach Frankreich. Beide pfälzischen Routen wurden durch den Pfälzerwald-Verein markiert, eine Anbindung an die weiterführenden französischen Pilgerwege ist erfolgt. Im Pfälzerwald wurden häufig alte Wanderwege als Teile des Jakobsweges identifiziert.
Auf Speyer zu führten vorgelagerte Abschnitte aus nördlich und östlich gelegenen Gebieten. Gut dokumentiert ist die Strecke von Norden her, die ab der Südgrenze Rheinhessens im Wortsinn eigentlich auch zu den pfälzischen Jakobswegen gerechnet werden müsste. Sie verband die beiden weiteren Kaiserdome in Mainz und Worms – über Zwischenstationen in Oppenheim und Frankenthal – mit Speyer. Im Süden von Frankenthal trägt das nach dem Zweiten Weltkrieg entstandene Stadtviertel Pilgerpfad hiernach seinen Namen, der das Viertel zentral querende gleichnamige Fußweg ist mit der Jakobsmuschel markiert.
In den Jahren 2007 bis 2011 wurde eine Klosterroute gesucht und beschrieben, die vom Wormser Dom (49° 37′ 49″ N, 8° 21′ 35″ O) durch die Pfalz nach Metz führt. Diese Route findet bei Landstuhl Anschluss an die Nordroute, folgt ihr aber nicht bis nach Hornbach. In Blieskastel vereinigt sie sich mit der Route, die von Hornbach her kommend über Saarbrücken nach Lothringen zieht.

## Routen

### Nordroute

#### Verlauf
Der ursprünglich bekannte Weg ist die knapp 147 Kilometer lange Nordroute. Sie verläuft von Speyer aus, teilweise entlang des Speyerbachs, in westlicher Richtung durch die vorderpfälzische Rheinebene. Bei Neustadt an der Weinstraße tritt die Route durch den Gebirgszug der Haardt in den Pfälzerwald ein. In diesem führt der Jakobsweg, nun durch das Elmsteiner Tal und generell am Speyerbach aufwärts, empor bis in die Gegend von dessen Quelle bei Johanniskreuz. Dort, an der Nahtstelle zwischen der Unteren und der Mittleren Frankenweide, überquert er in 470 m Höhe die Wasserscheide zwischen Rhein und Mosel. Anschließend verlässt der Jakobsweg den Pfälzerwald abwärts durch das Karlstal der Moosalb zum Gelterswoog hin. Über den Nordrand der Sickinger Höhe führt er an Landstuhl vorbei, nur bei Vogelbach steigt er hinab in die Niederung des Landstuhler Bruches zur ehemaligen Pilgerkirche. Von dort führt der Weg dann südwestlich, später südwärts über den Zweibrücker Westrich. Vom Schlossberg her kommend wird in Kirrberg das Stadtgebiet von Homburg gestreift. In der Stadt Zweibrücken kreuzt die Route den Schwarzbach und trifft auf die Talaue von dessen linkem Zufluss Hornbach. Diesem folgt sie aufwärts und erreicht schließlich den gleichnamigen Wallfahrtsort von Norden her.

#### Stationen

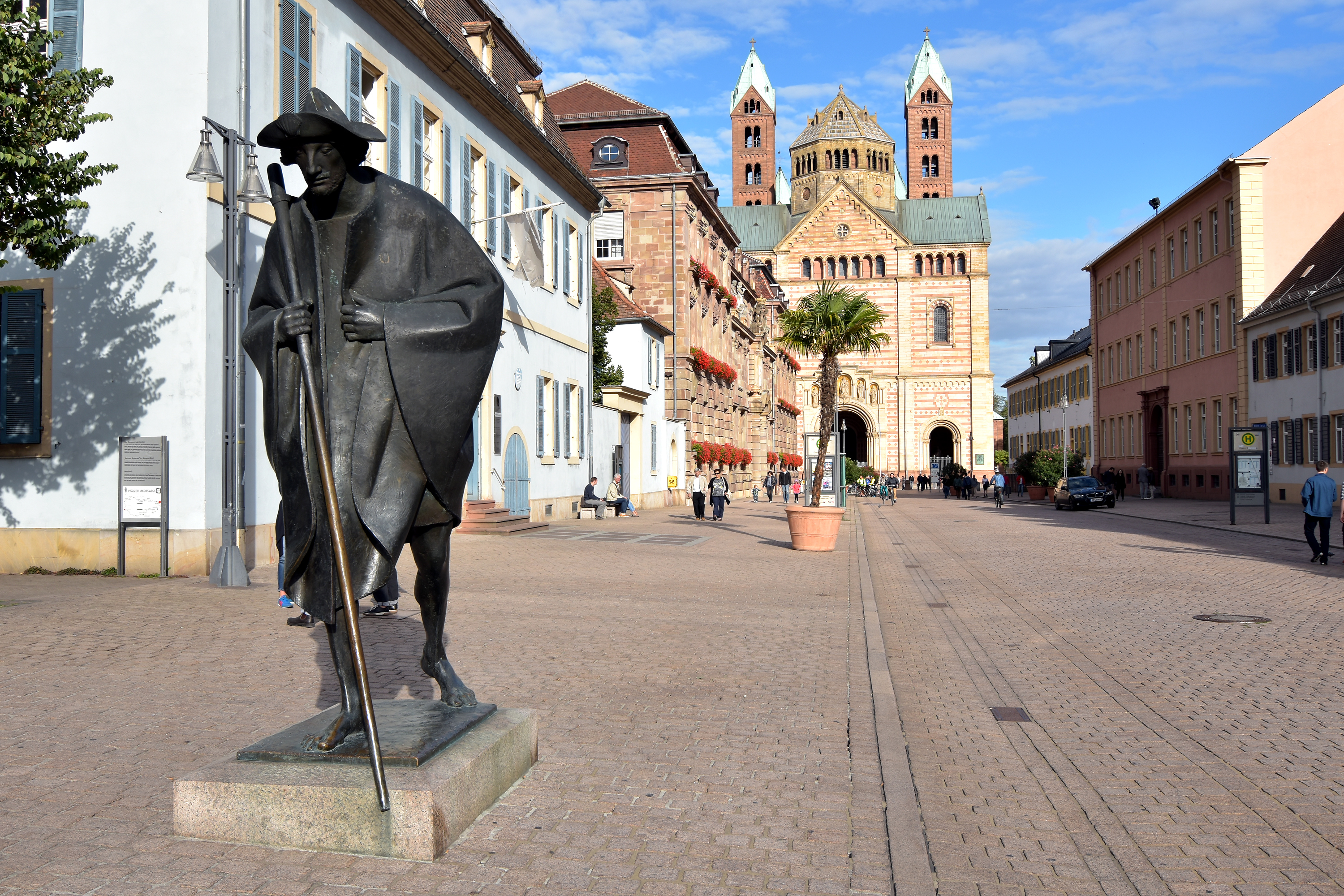
Beginn in Speyer am Dom
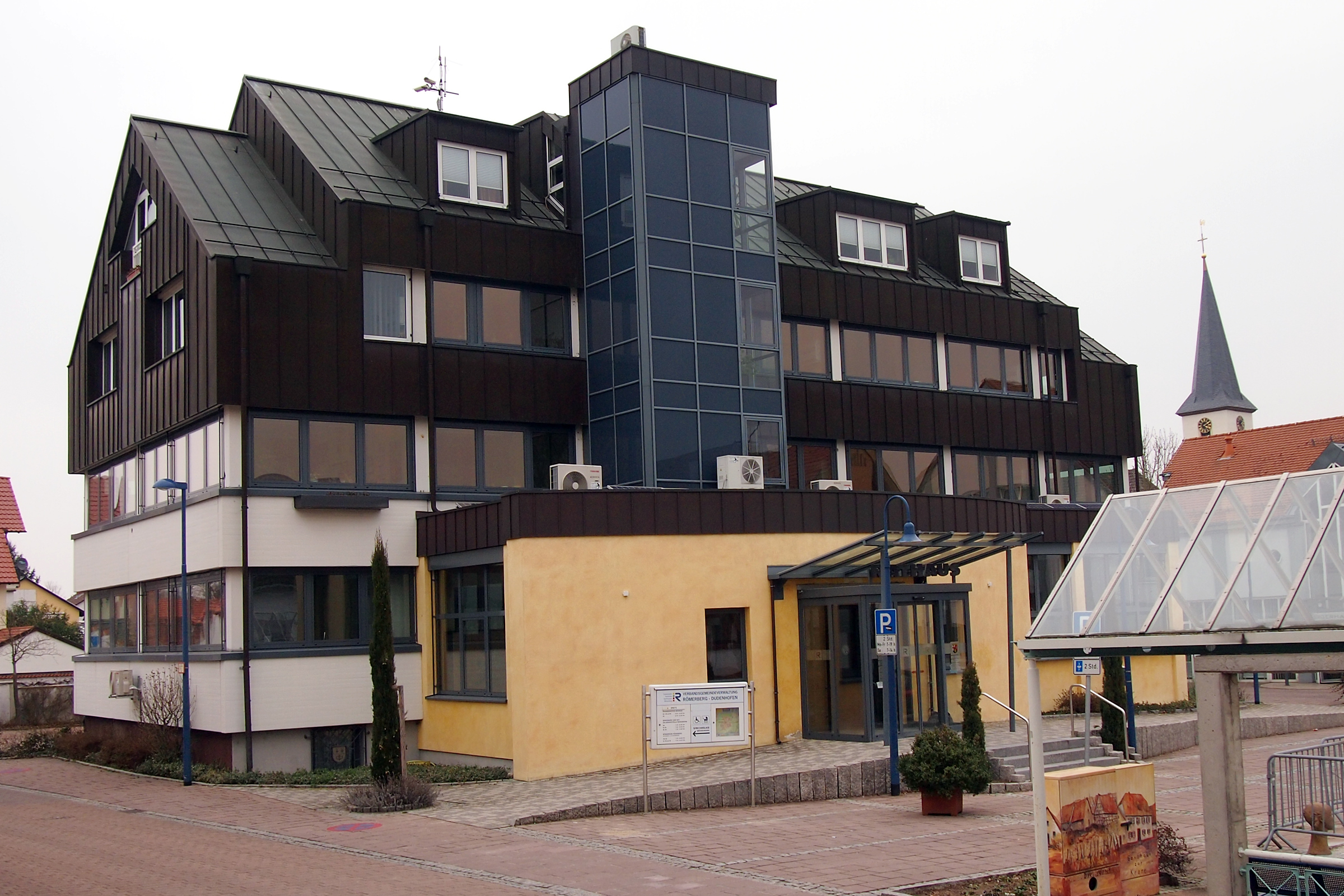
Rathaus von Dudenhofen
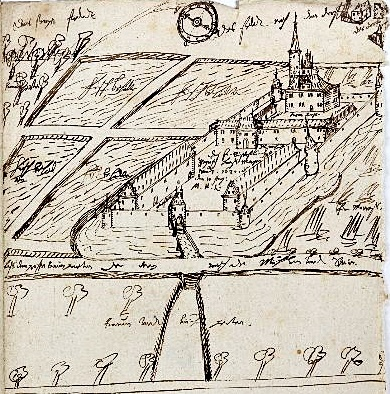
Ehem. Schloss Marientraut in Hanhofen
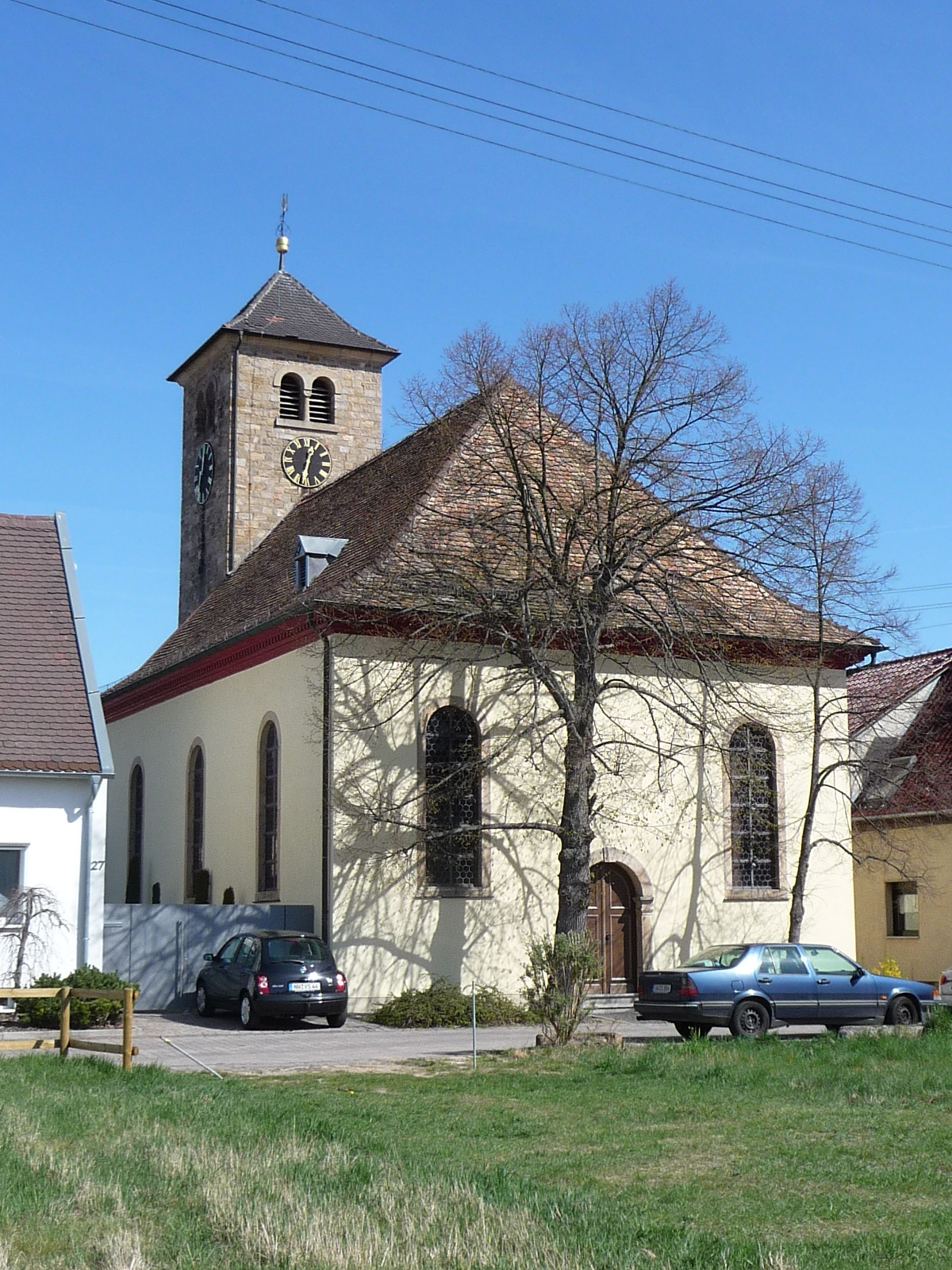
Protestantische Kirche in Speyerdorf
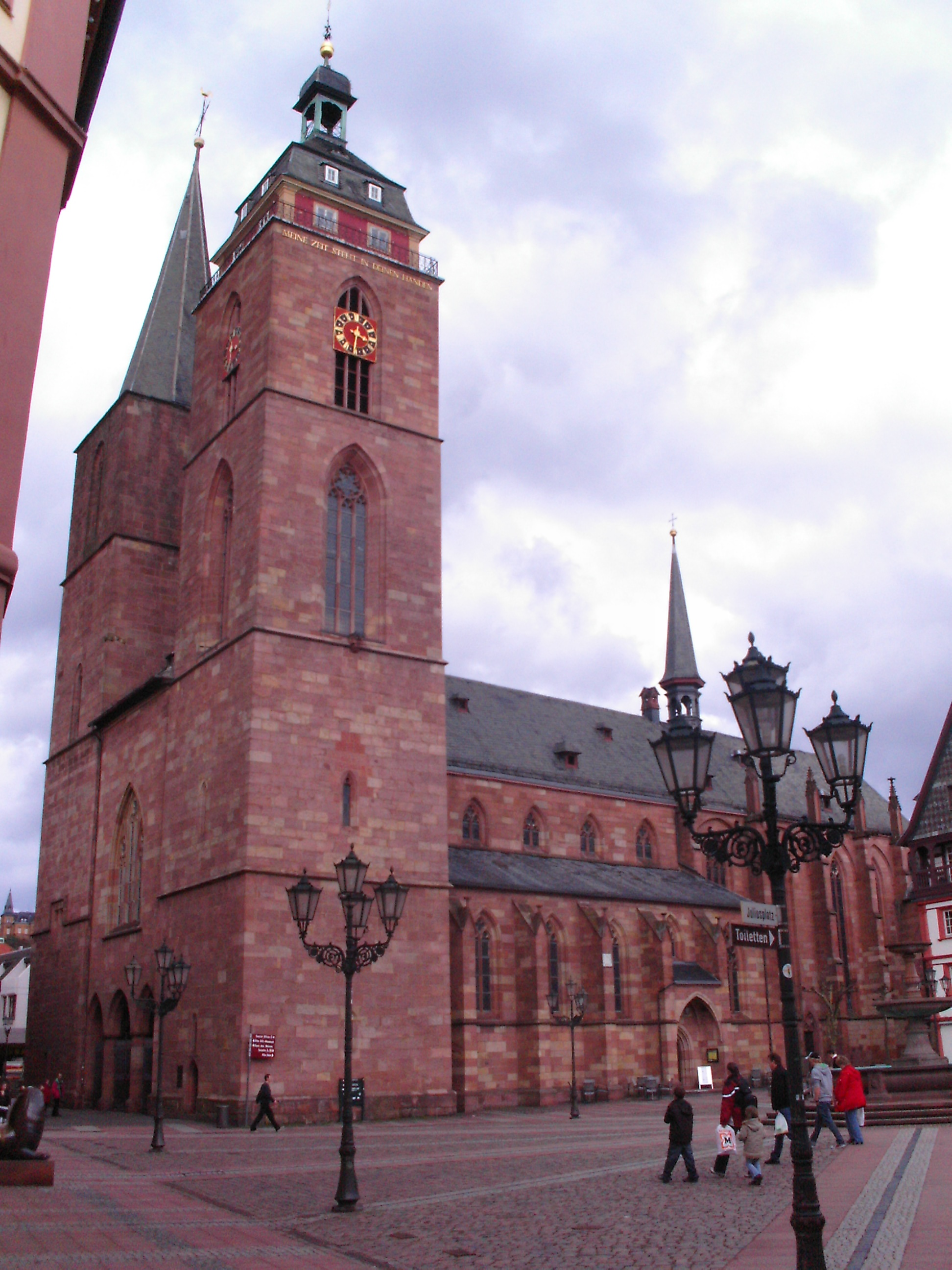
Stiftskirche in Neustadt an der Weinstraße
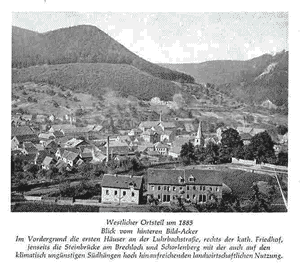
Lambrecht im 19. Jahrhundert
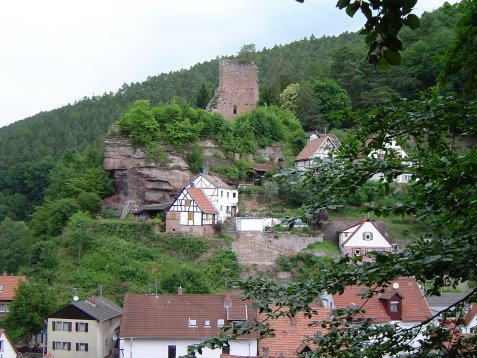
Elmstein
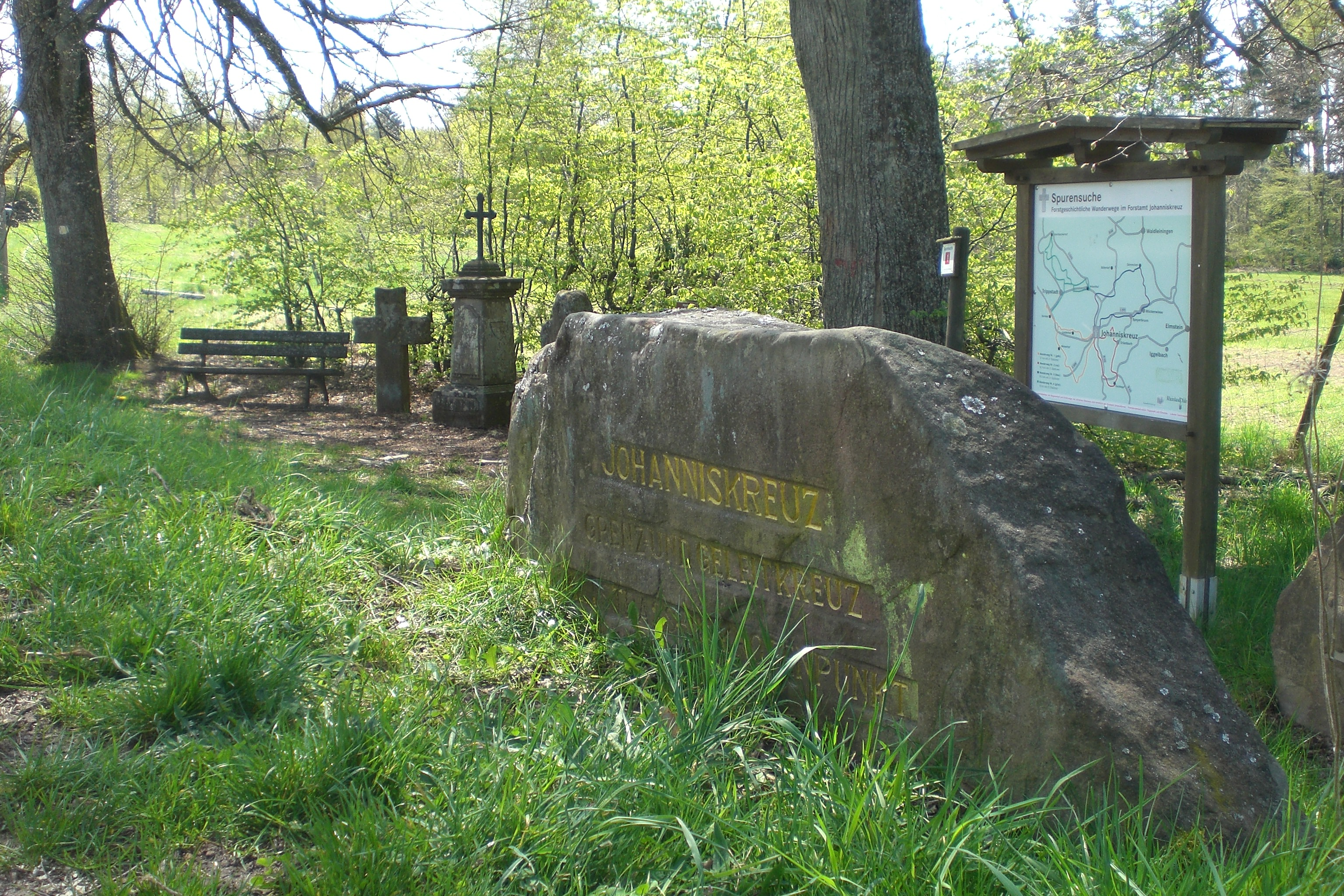
Johanniskreuz
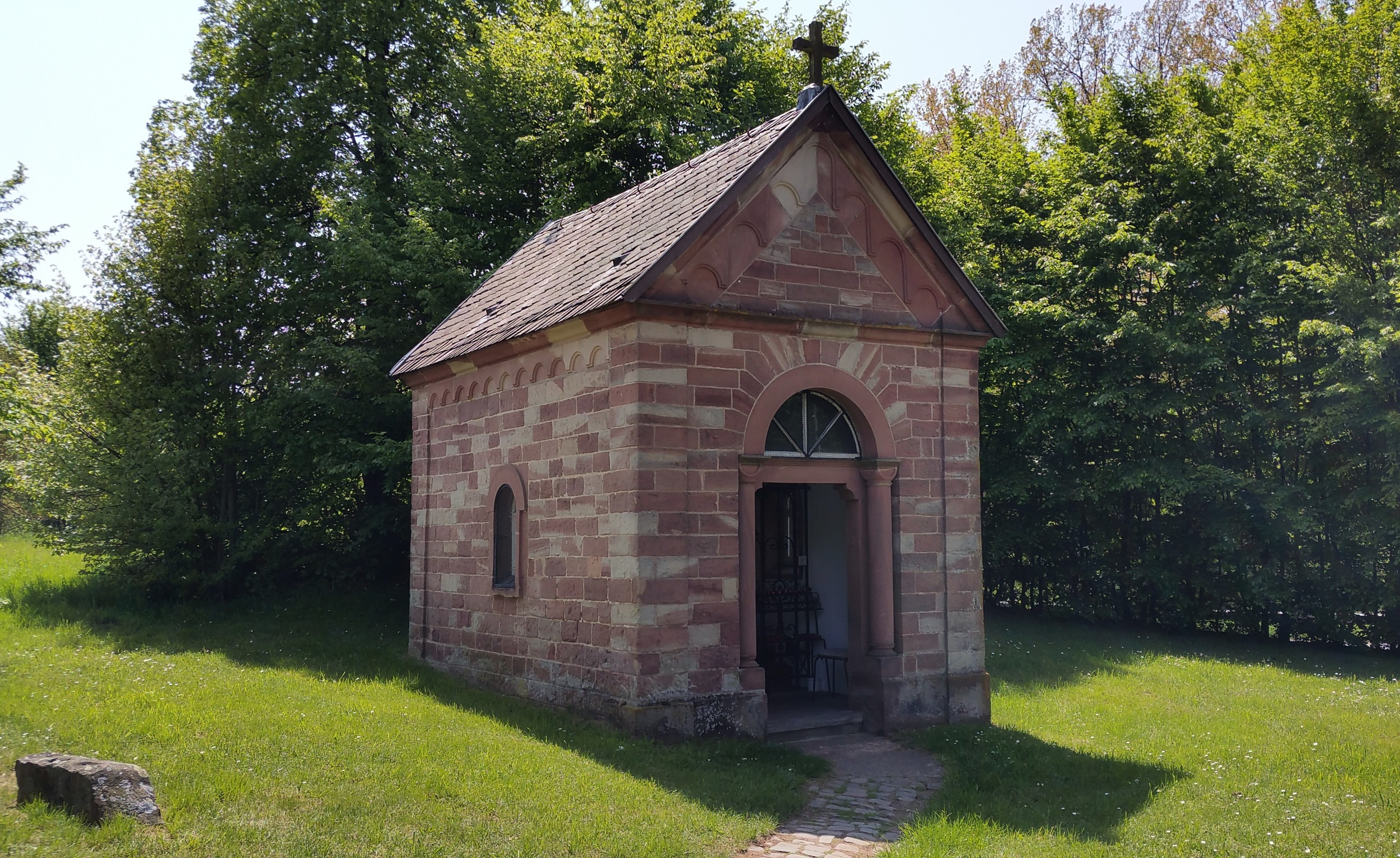
Barbara-Kapelle in Bann
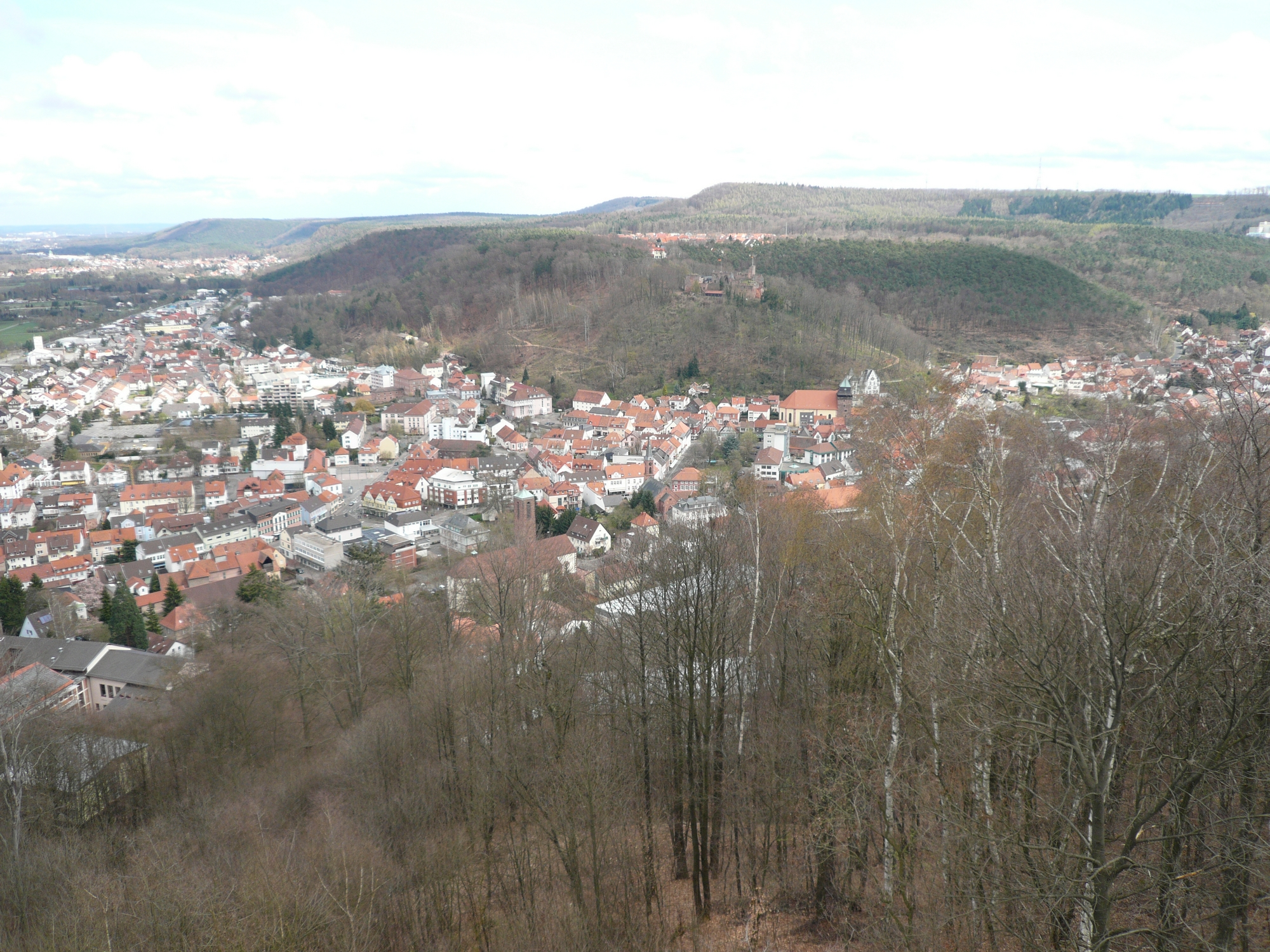
Sickingenstadt Landstuhl
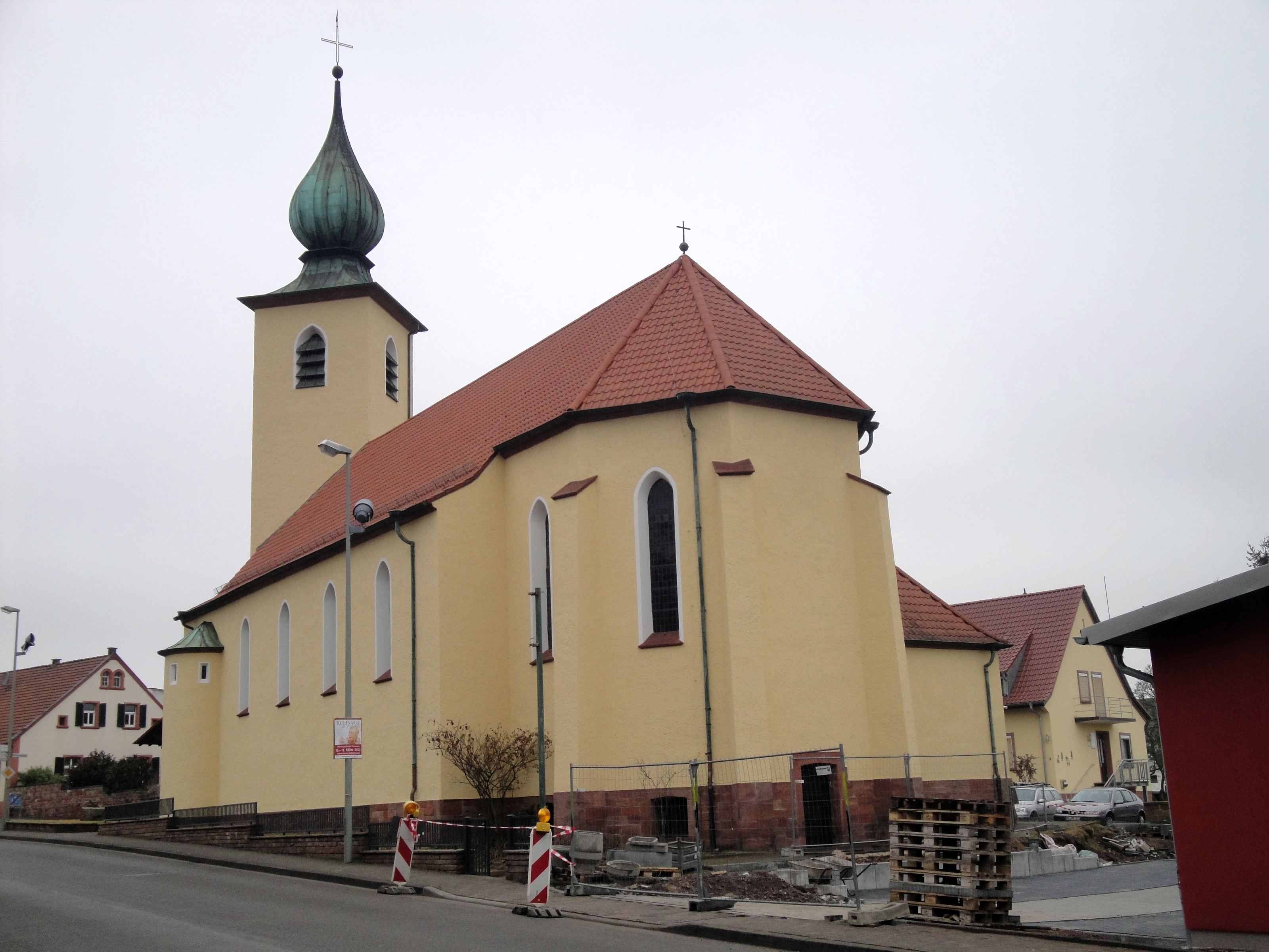
Katholische Kirche von Hauptstuhl
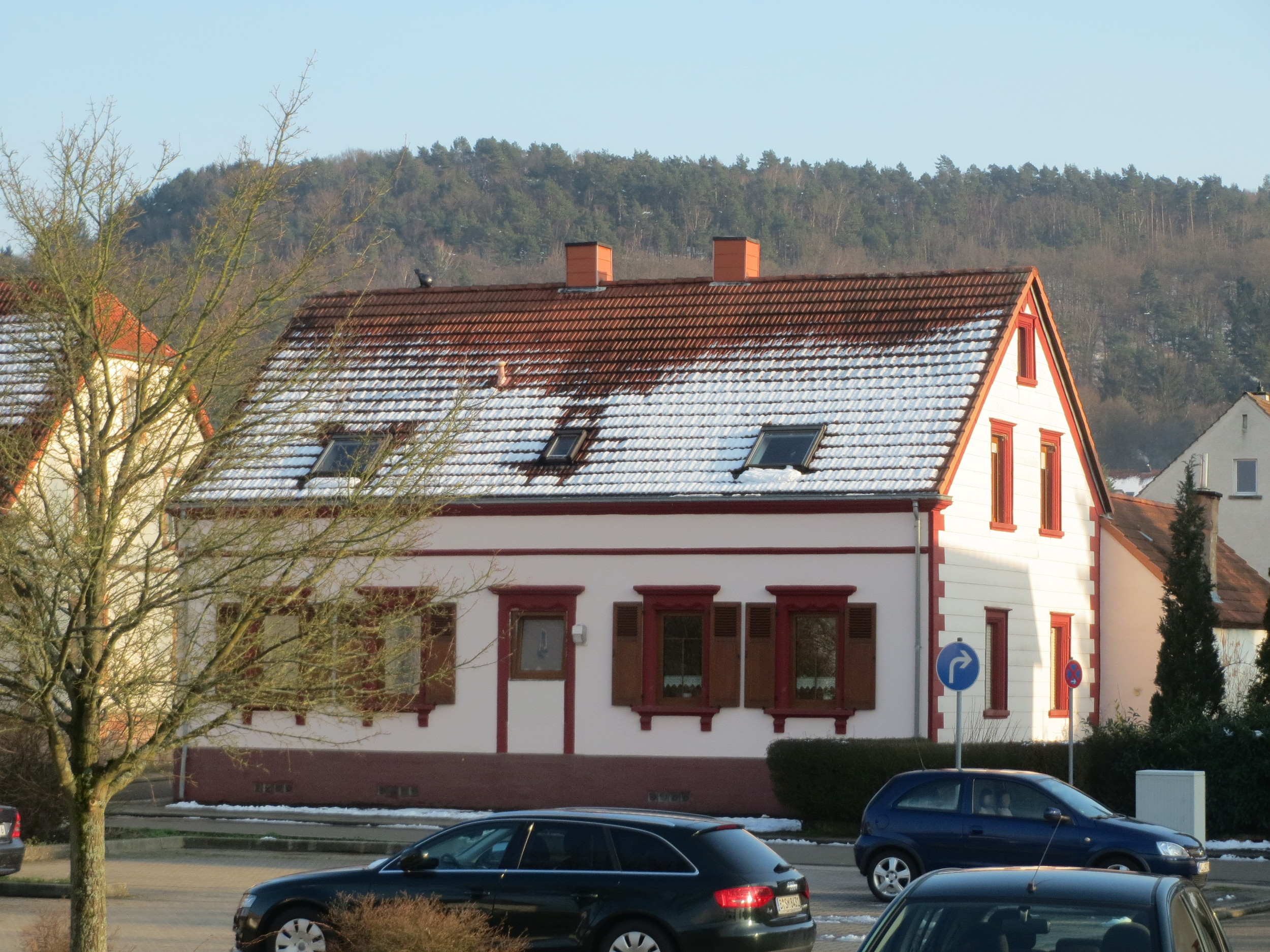
Bruchmühlbach-Miesau
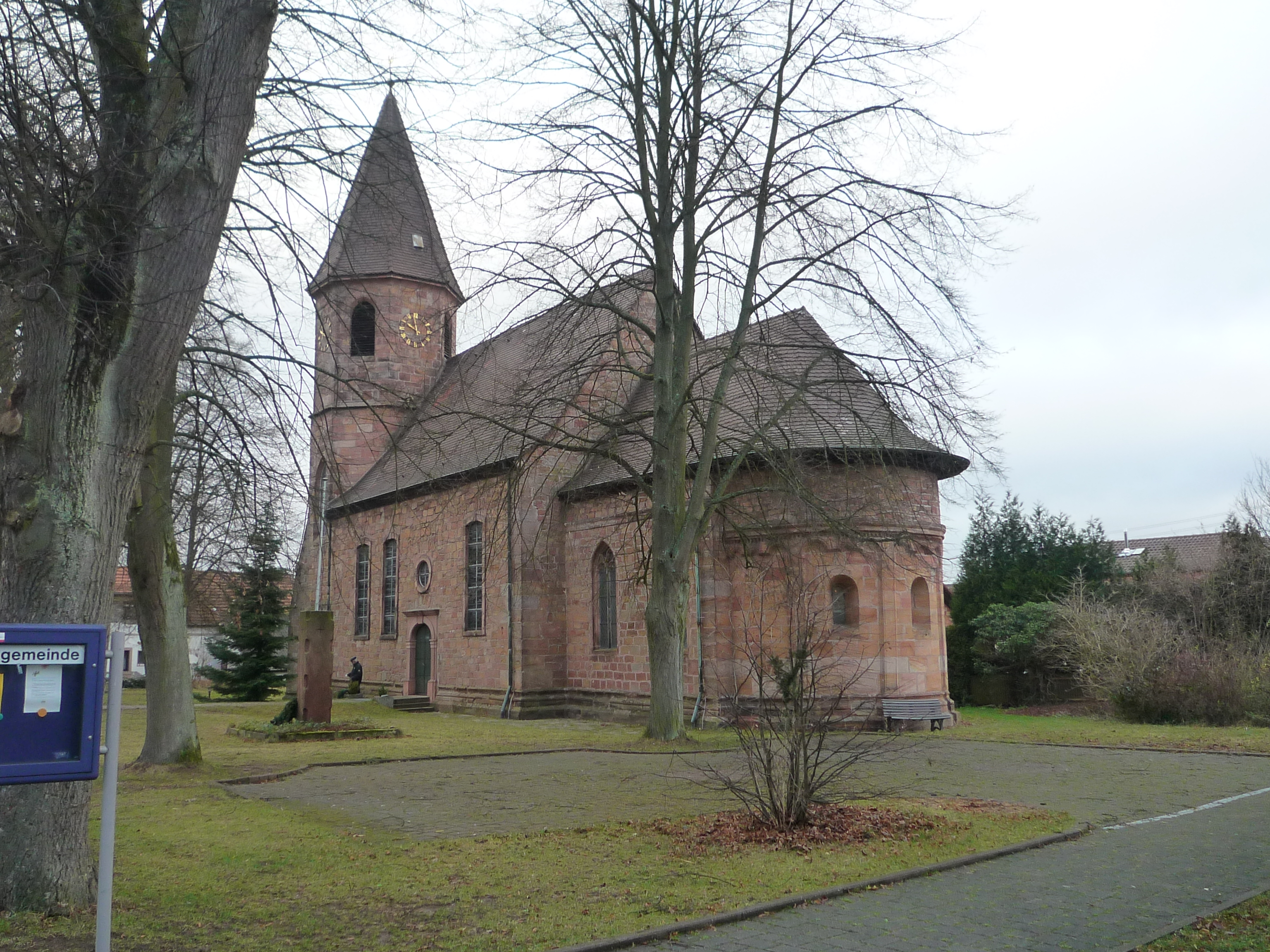
Ehemalige Spitalkirche in Vogelbach
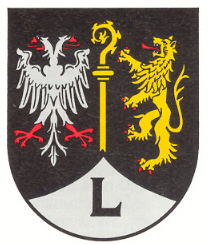
Lambsborn
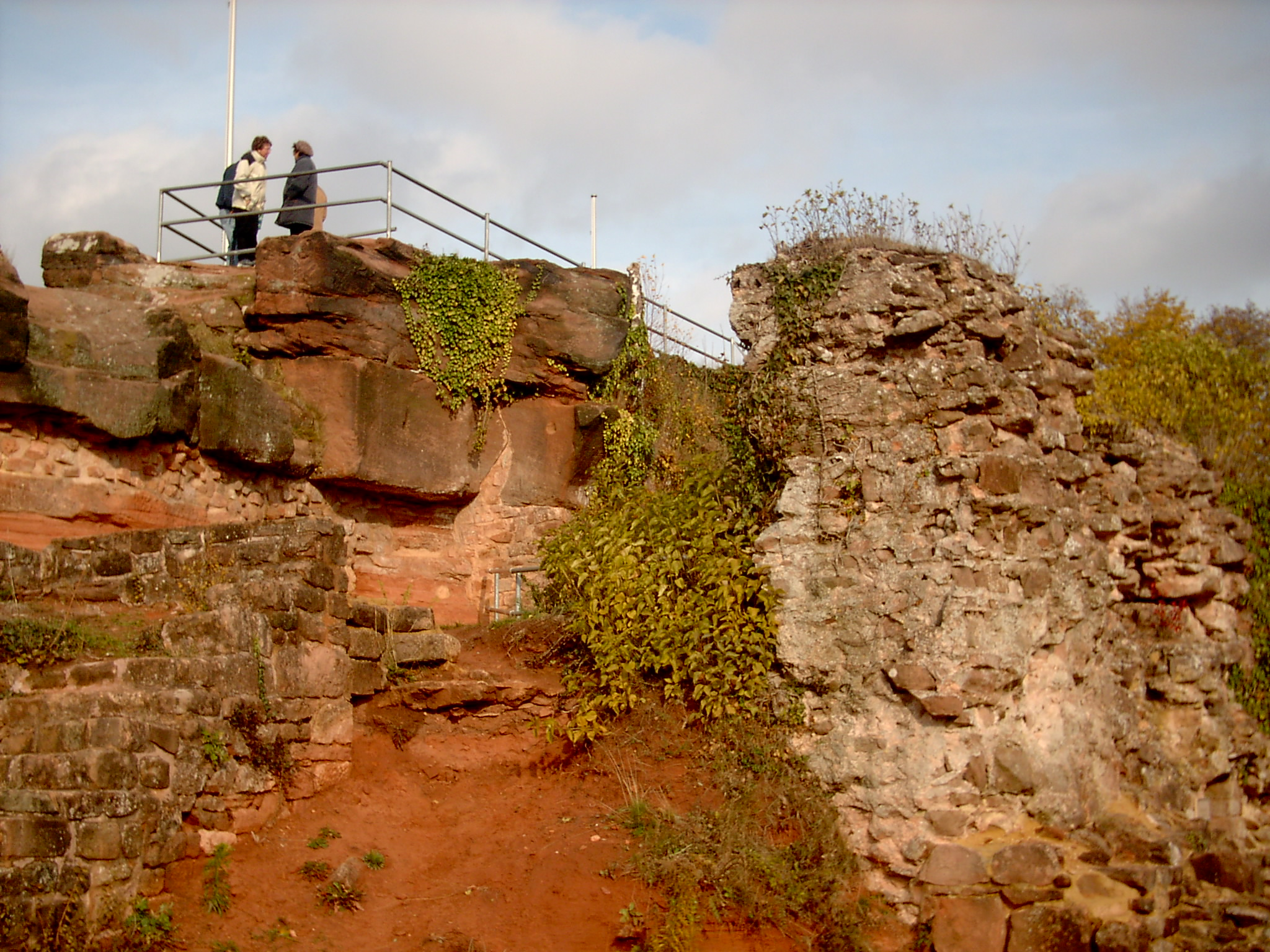
Burgruine Hohenburg in Homburg
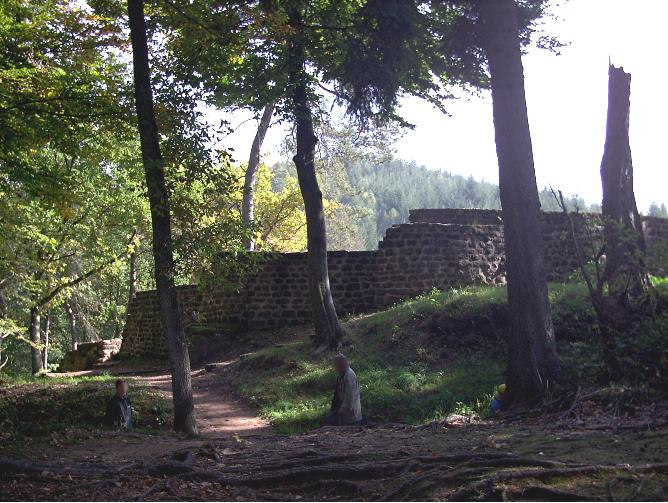
Merburg bei Kirrberg
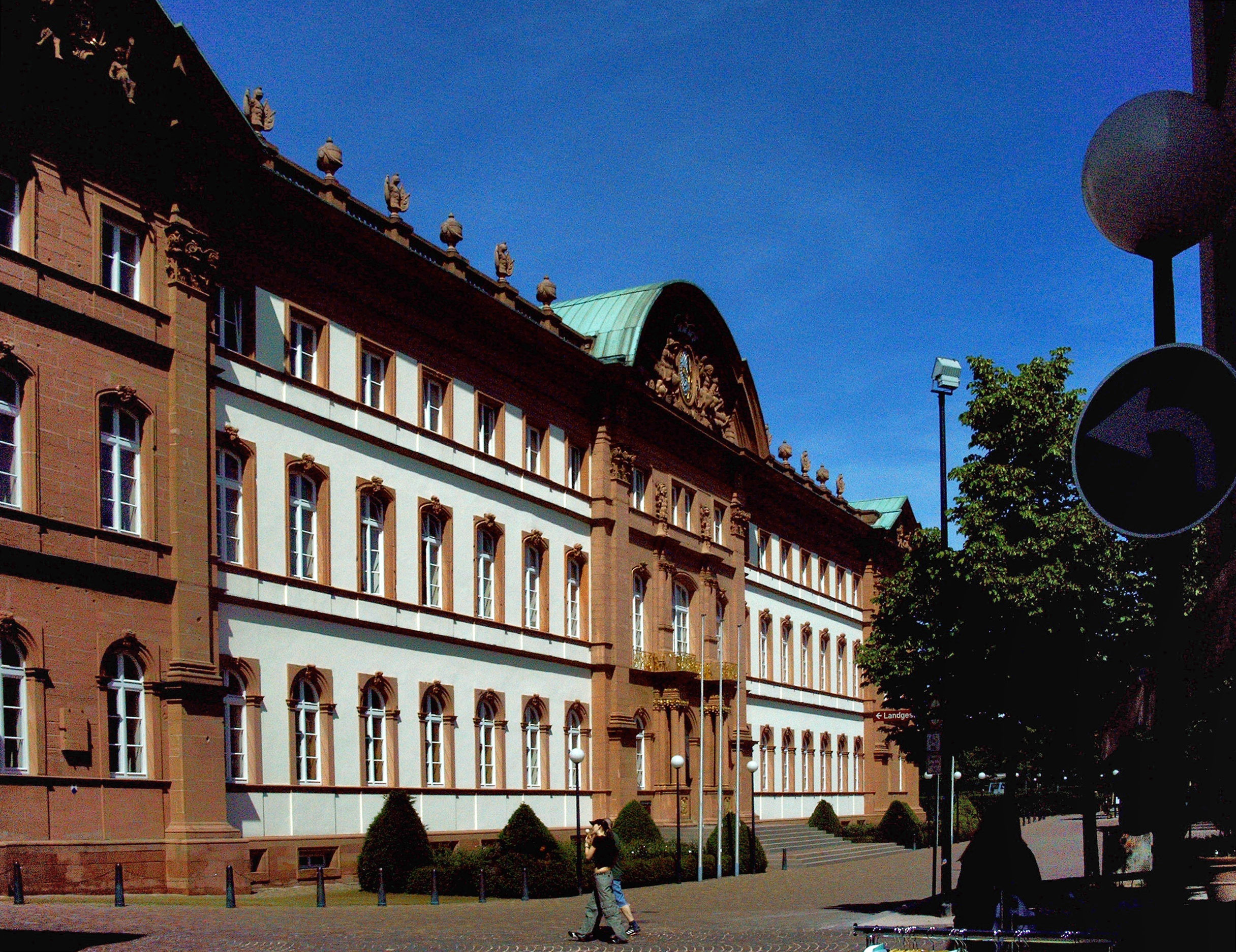
Schloss in Zweibrücken
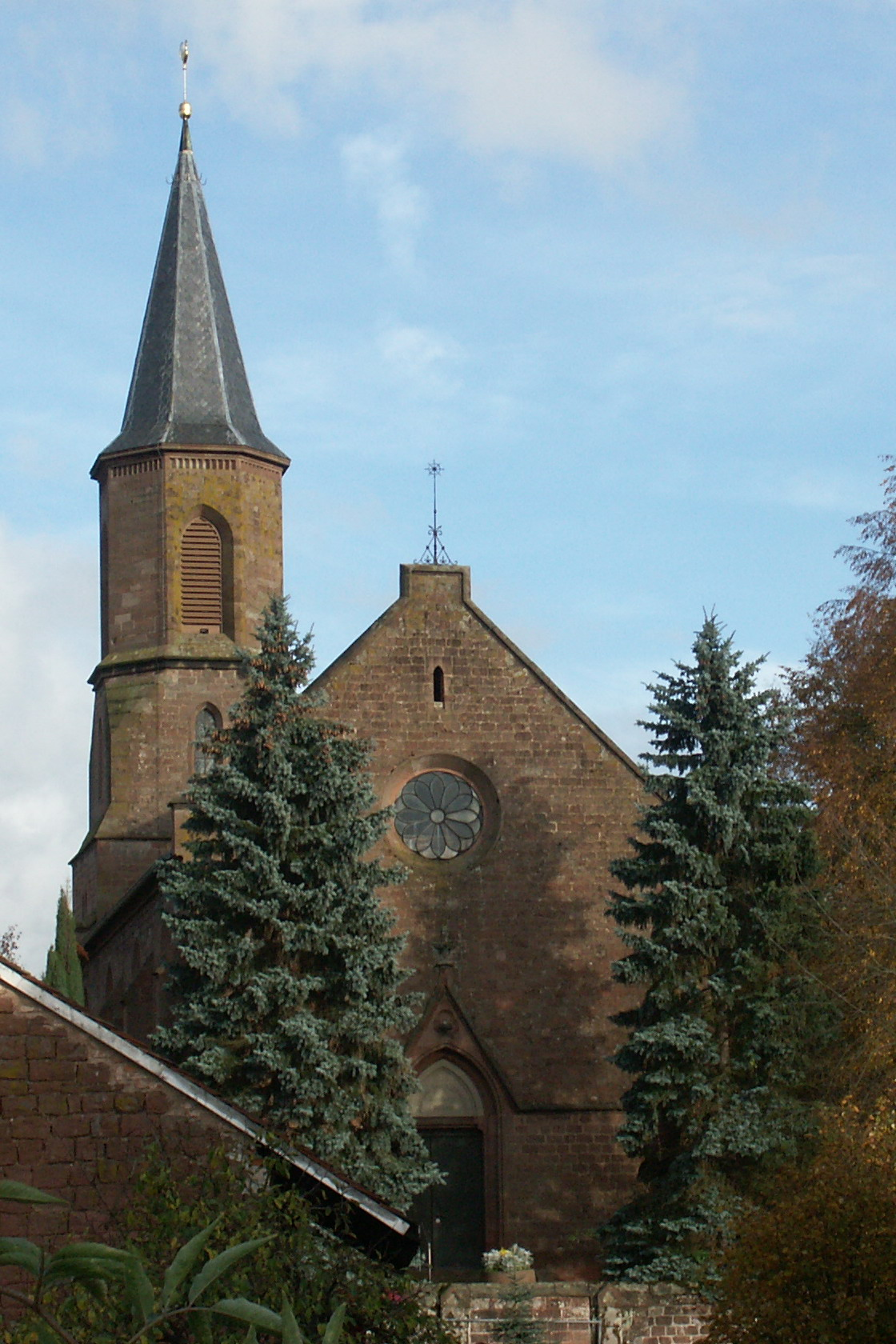
Althornbach
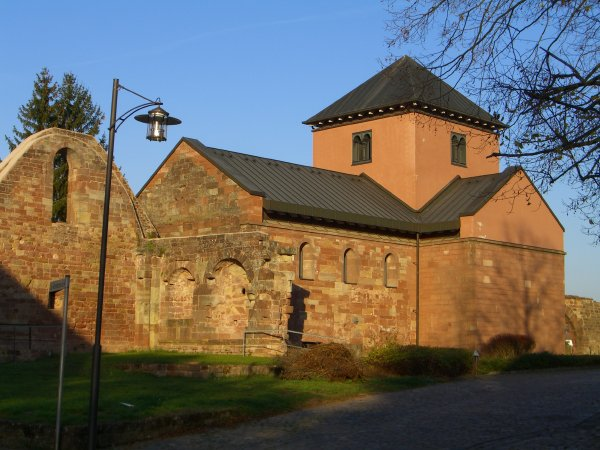
Kloster Hornbach mit Pirminius-Grab

### Südroute

#### Verlauf
Später wurde auch eine Südroute nachgewiesen. Diese Verzweigung verläuft durch den südlichen Pfälzerwald, den deutschen Teil des Wasgaus. Der Weg führt von Speyer aus zunächst nach Süden, am Rhein aufwärts, bis zur Mündung des Klingbachs in eine ehemalige Rheinschlinge, die seit der Rheinbegradigung Michelsbach heißt. Dem Klingbach folgt die Route durch die südpfälzische Rheinebene westwärts.
Der anschließende Bogen nach Norden über Landau, dessen Stationen mit * markiert sind, bedeutet einen erheblichen Umweg (26 statt 13 Kilometer); er ist nicht authentisch, sondern wurde aus touristischen Gründen eingefügt. Für einen früheren Fußwanderer war es nämlich sinnvoll, von Herxheim aus weiter am Klingbach entlang den direkten Weg zum Pfälzerwald bei Klingenmünster zu nehmen und sich so drei Stunden Extramarsch zu ersparen.
Anschließend wird – zunächst im Tal des Erlenbachs und dann entlang der heutigen französischen Grenze – in nordwestlicher Richtung der Wasgau durchquert und Hornbach von Osten, von der Hackmesserseite her, erreicht. Die Gesamtstrecke der längeren Variante über Landau beträgt 125 Kilometer, die plausiblere Direktverbindung am Klingbach aufwärts ist nur 112 Kilometer lang.

#### Stationen

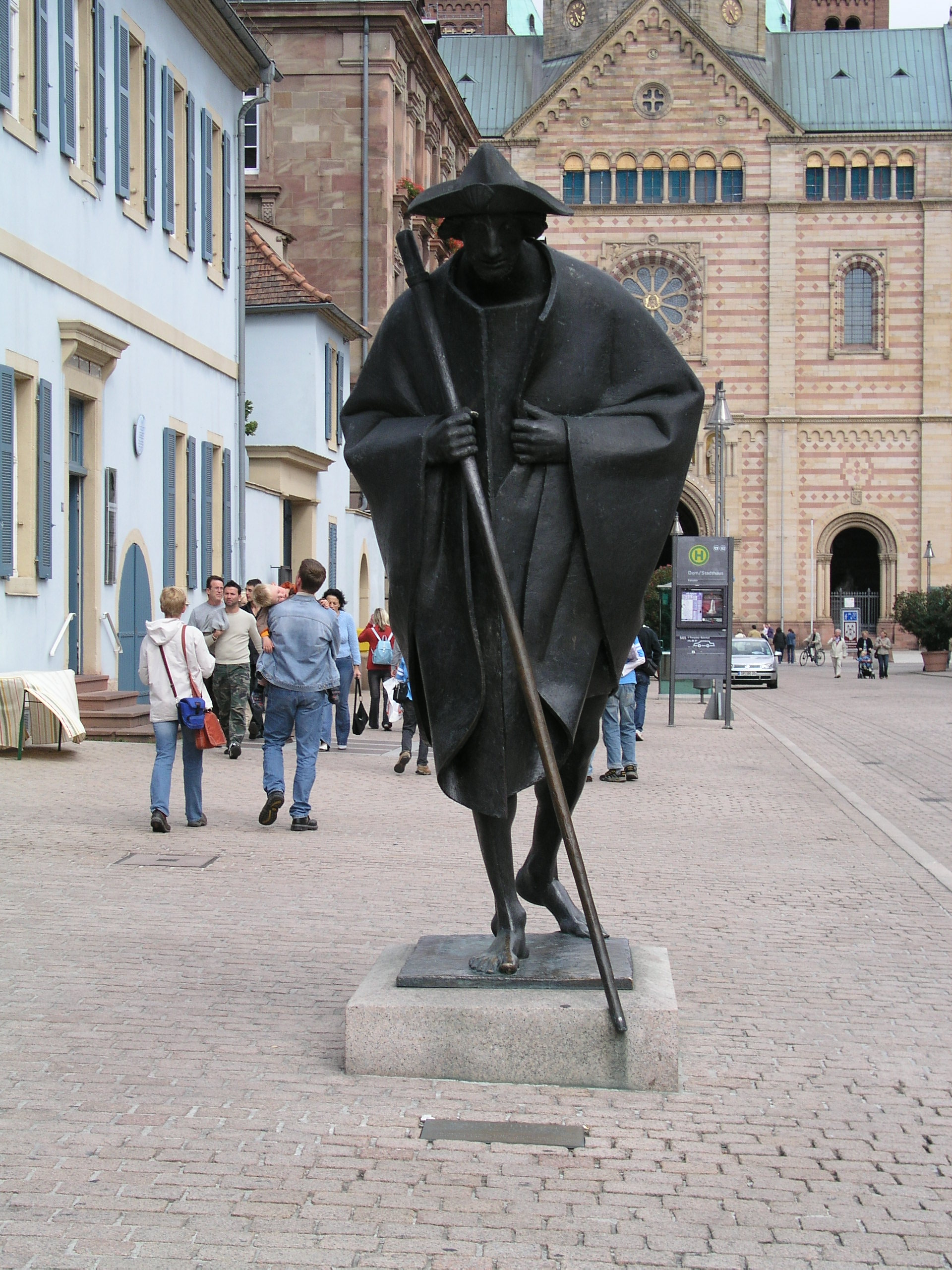
Beginn in Speyer am Dom (beim Jakobspilger)
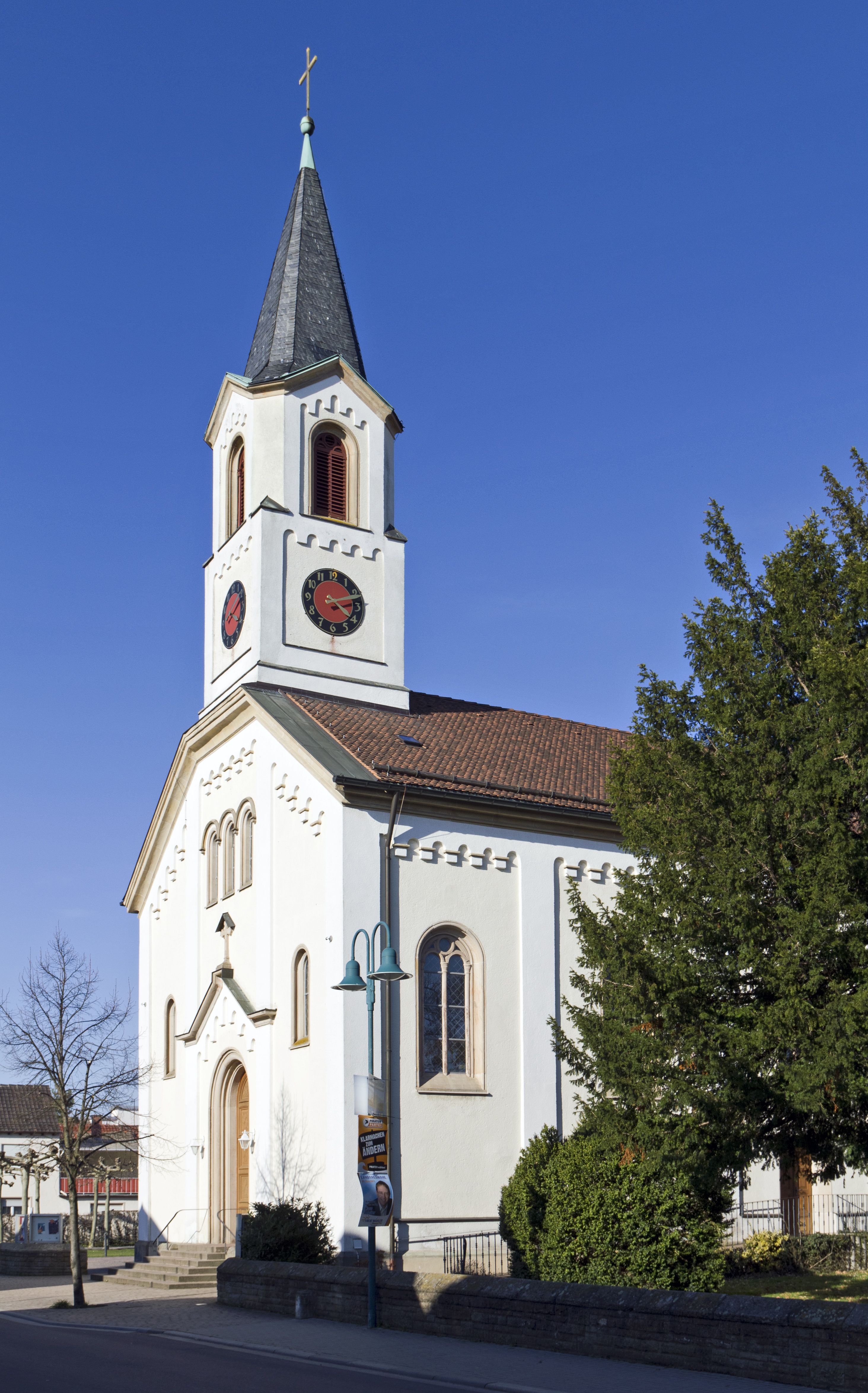
St.-Pankratius-Kirche in Berghausen, heute Gemeinde Römerberg
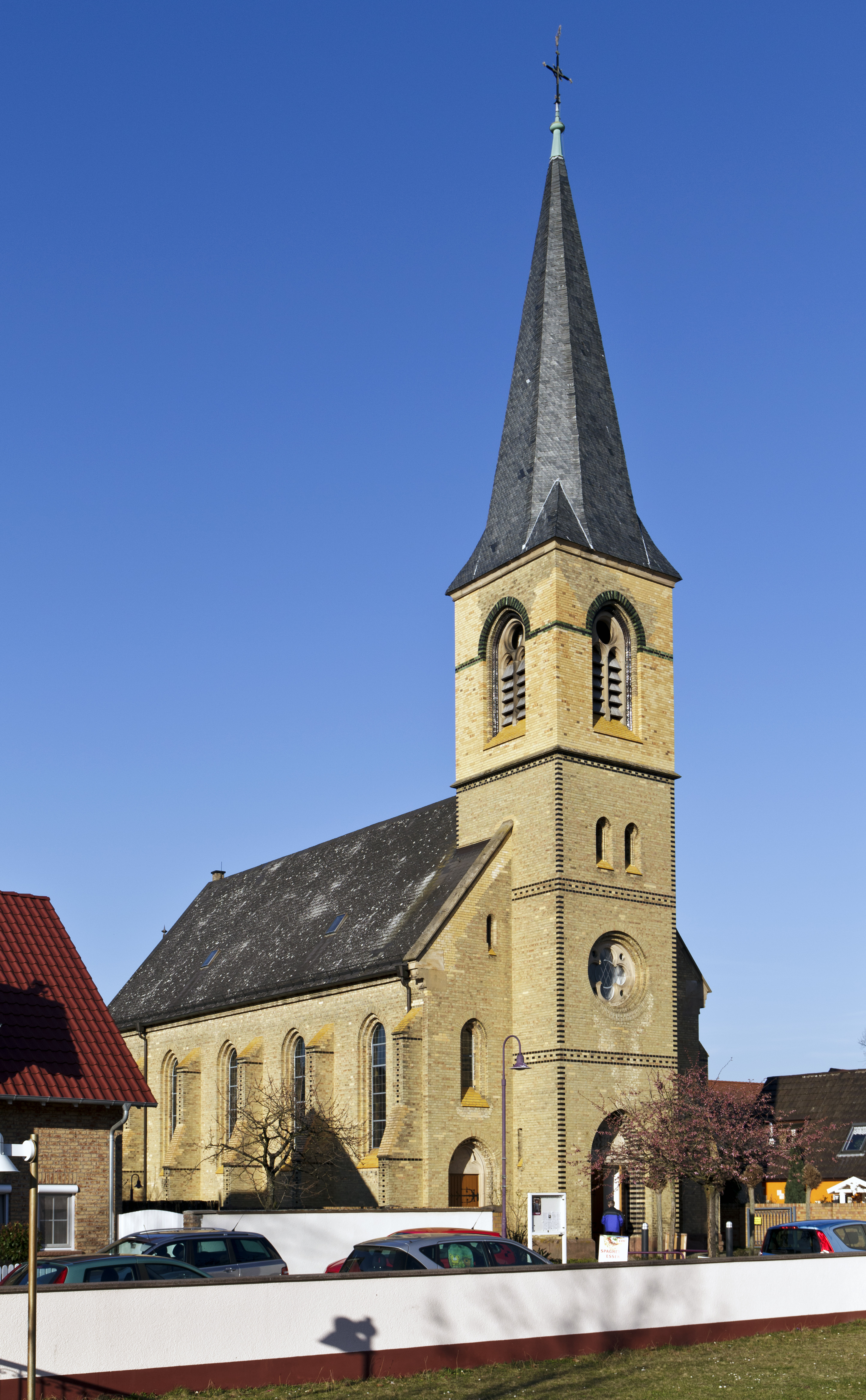
St.-Laurentius-Kirche in Mechtersheim, heute Gemeinde Römerberg
Lingenfeld
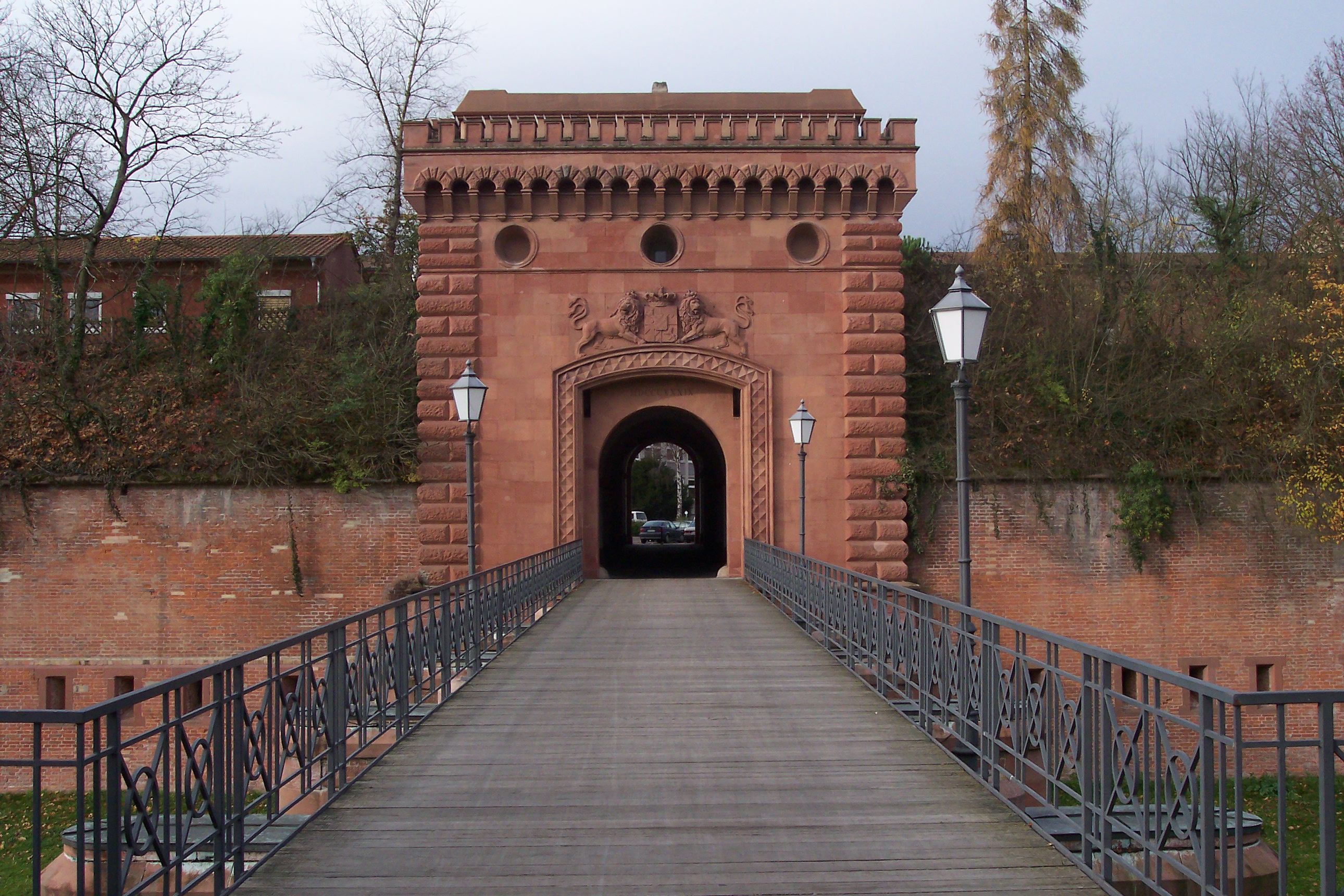
Germersheim
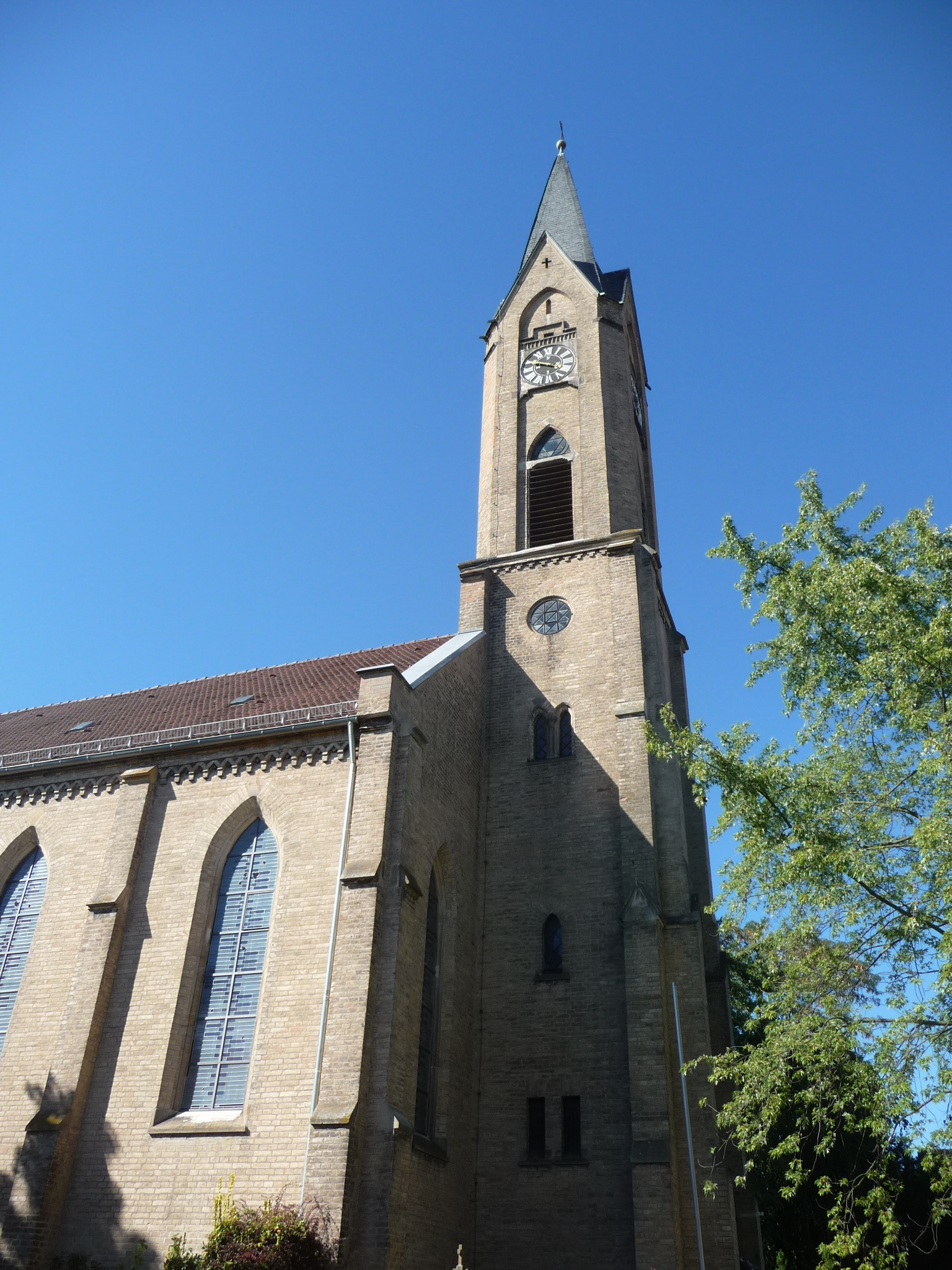
St.-Johannes-Kirche in Sondernheim
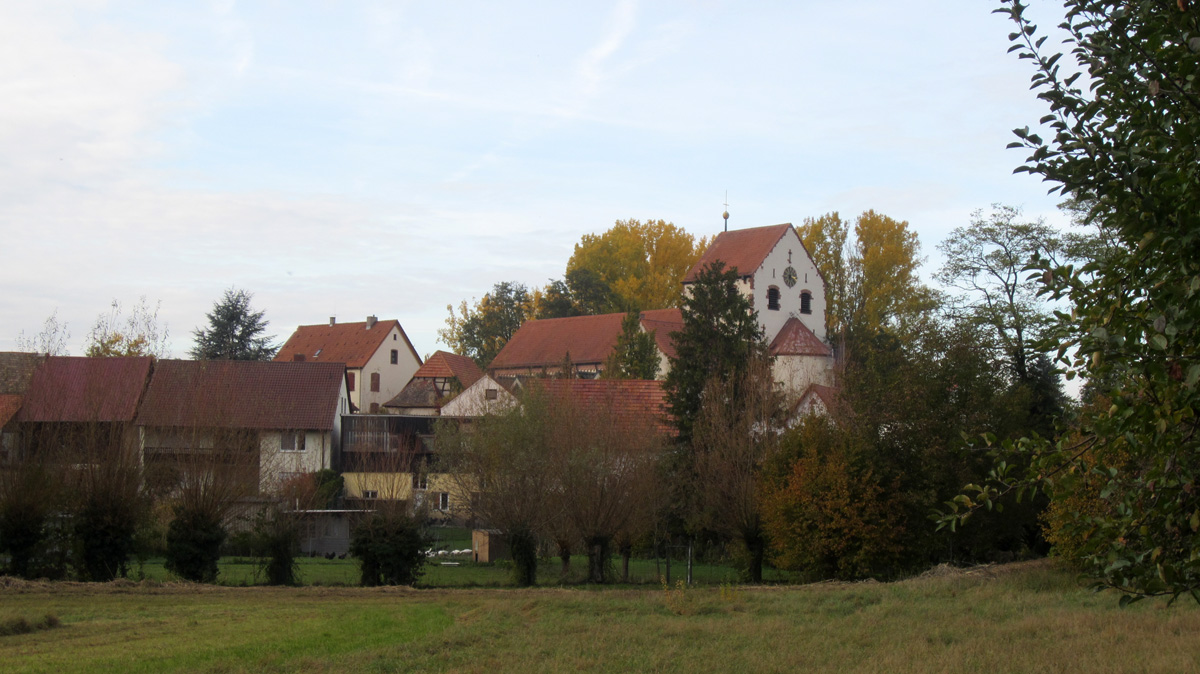
Hördt mit St.-Georg-Kirche
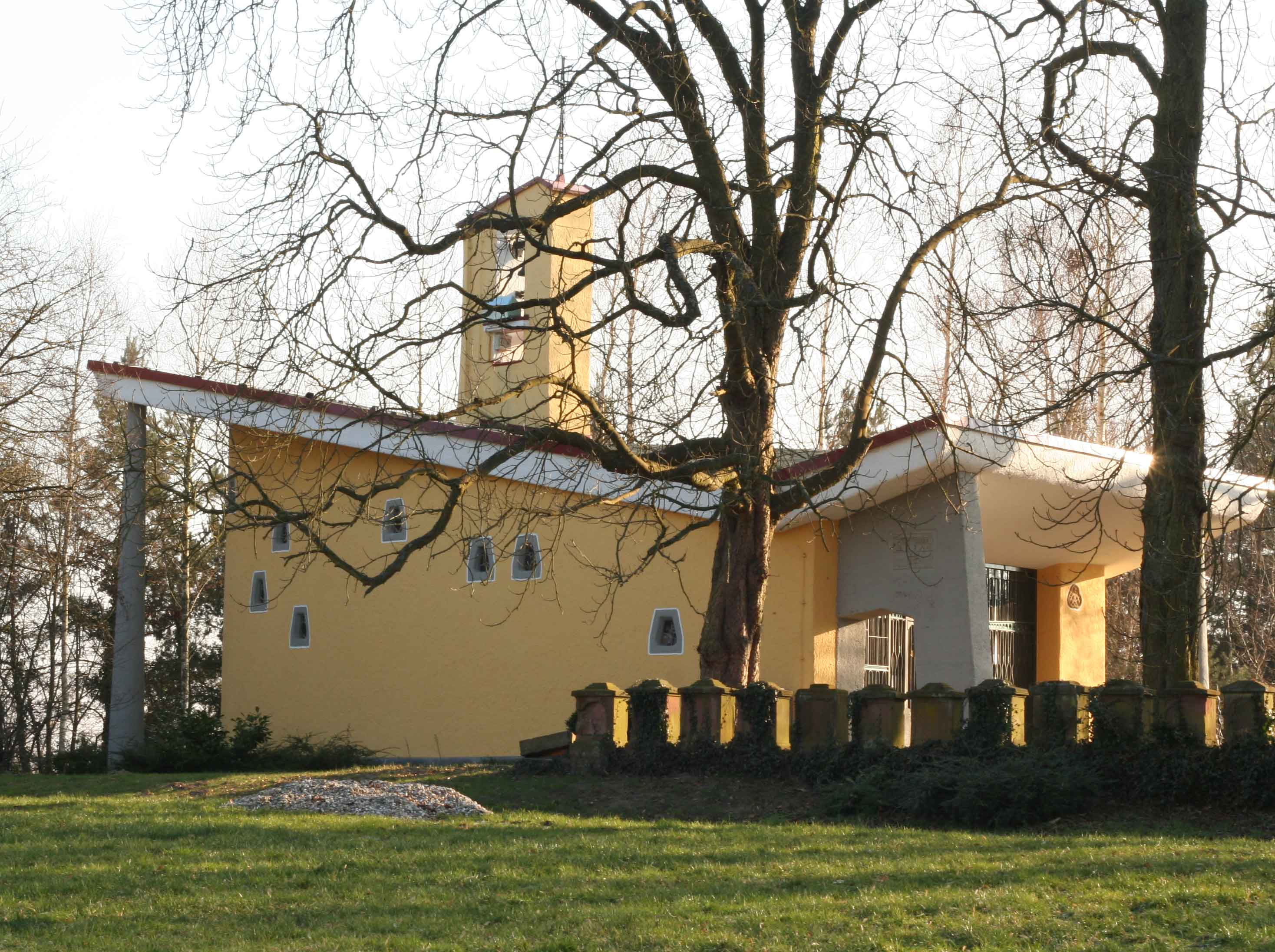
Dieterskirchel bei Rülzheim
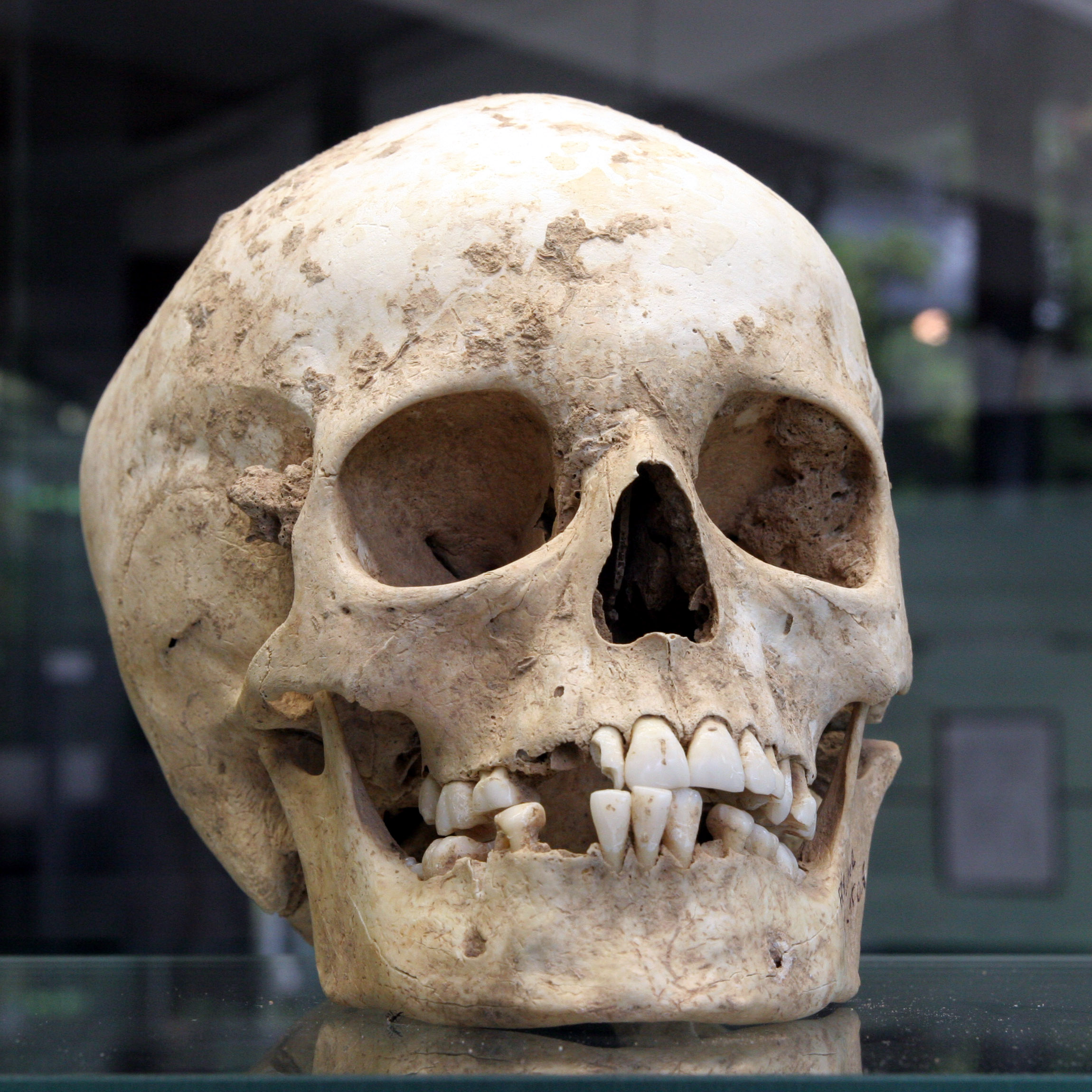
Jungsteinzeitliche Ausgrabungen in Herxheim
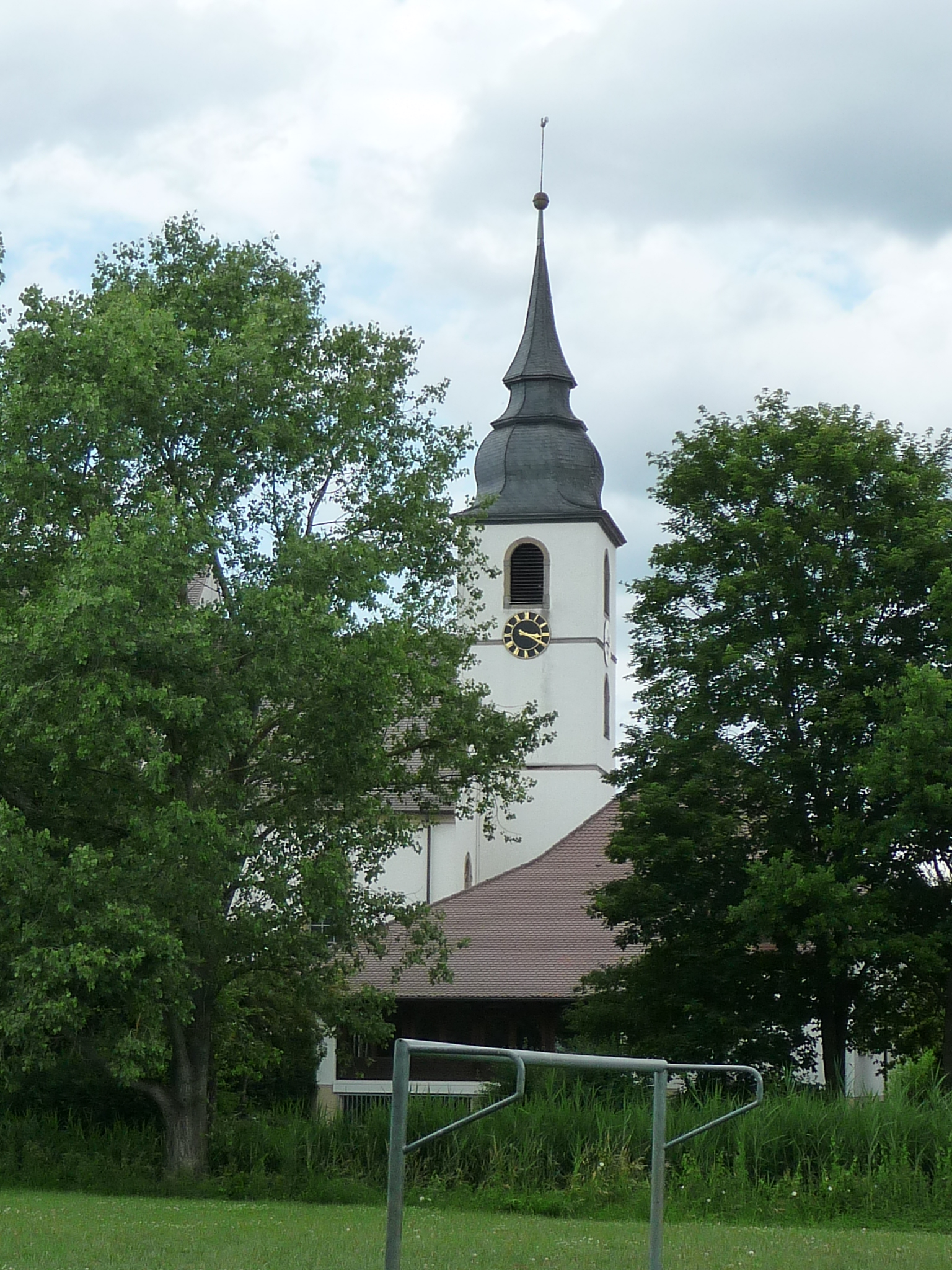
Katholische Kirche St. Joseph in Offenbach*
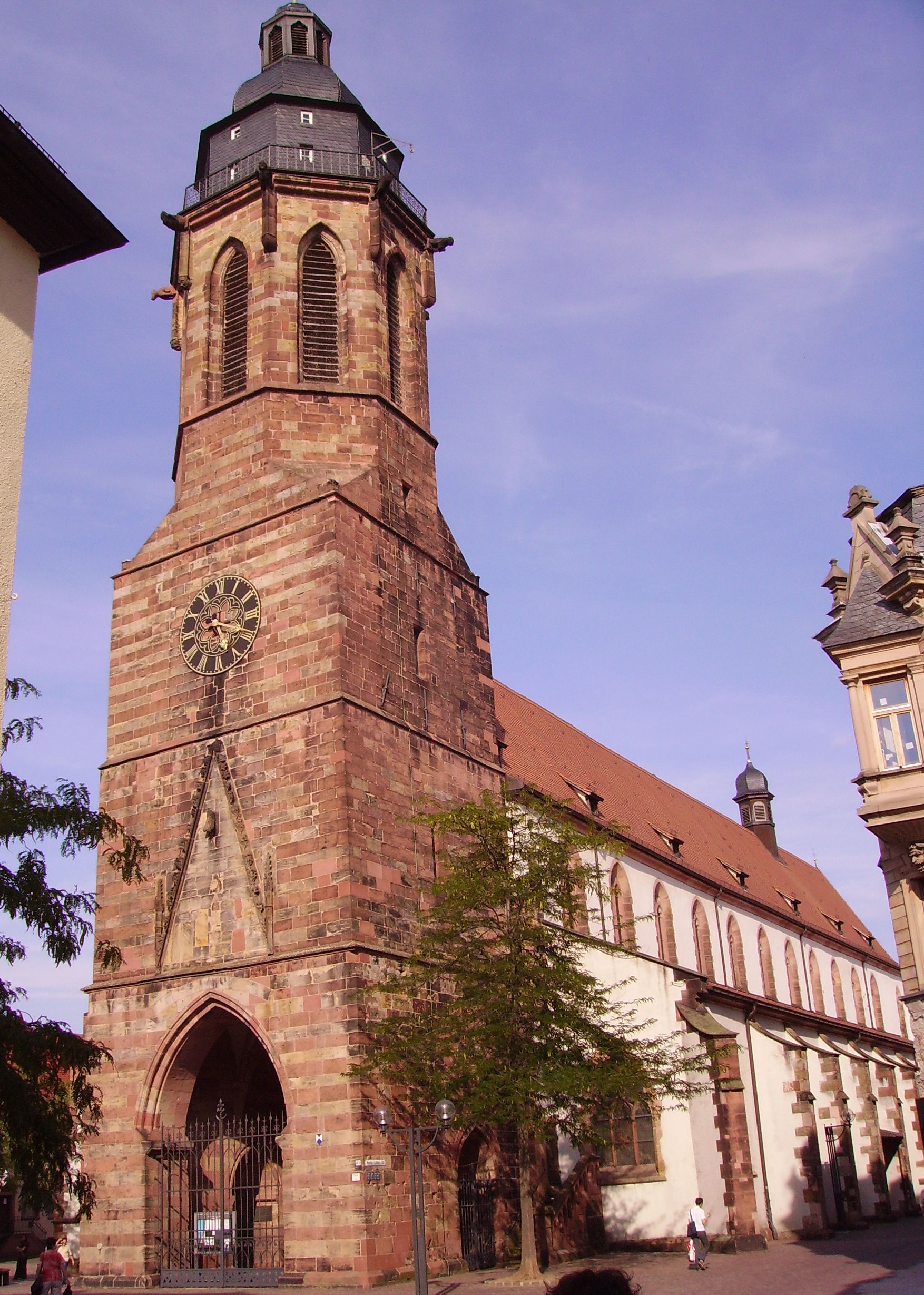
Stiftskirche in Landau*
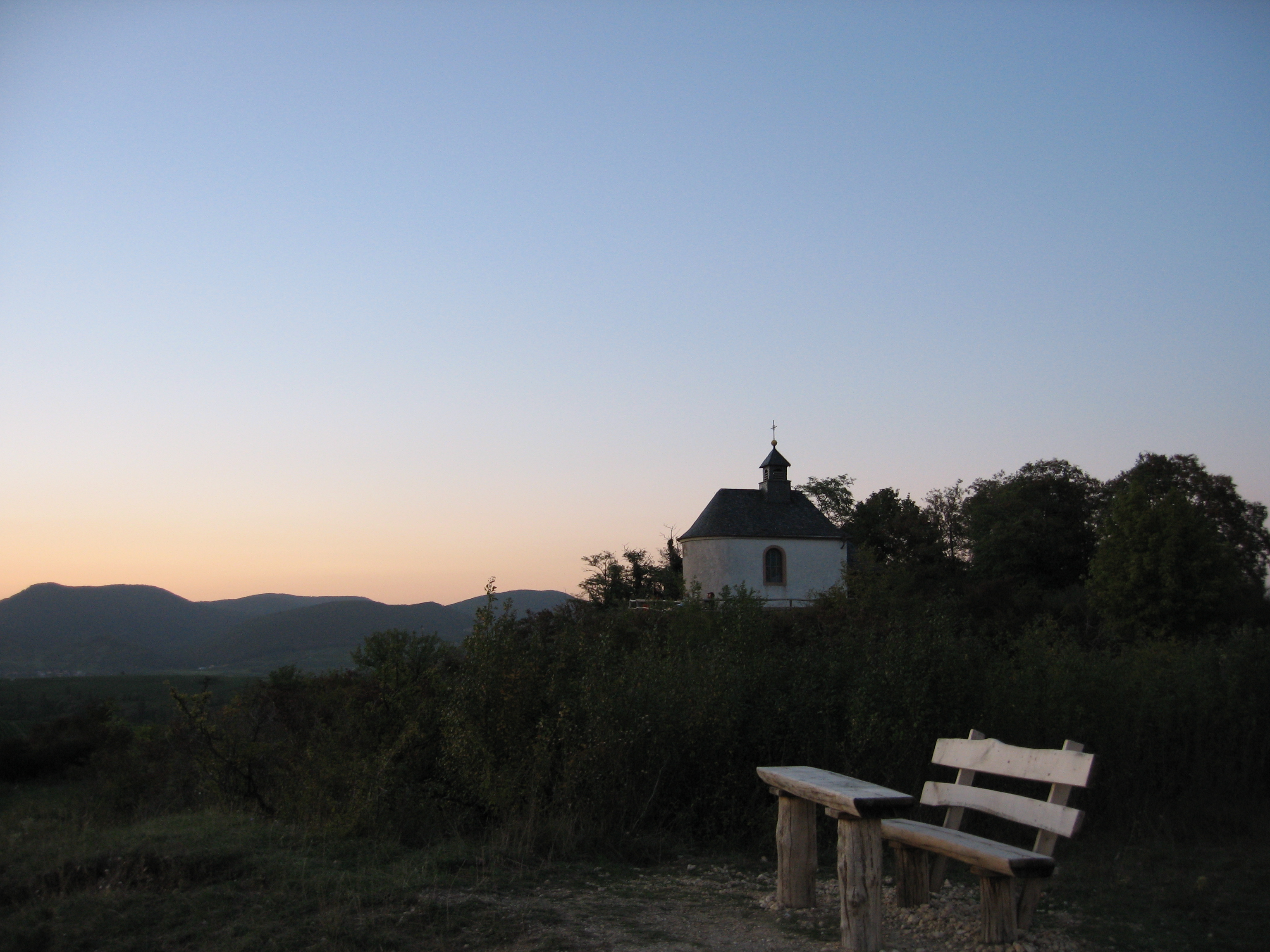
Kapelle auf der Kleinen Kalmit bei Arzheim*
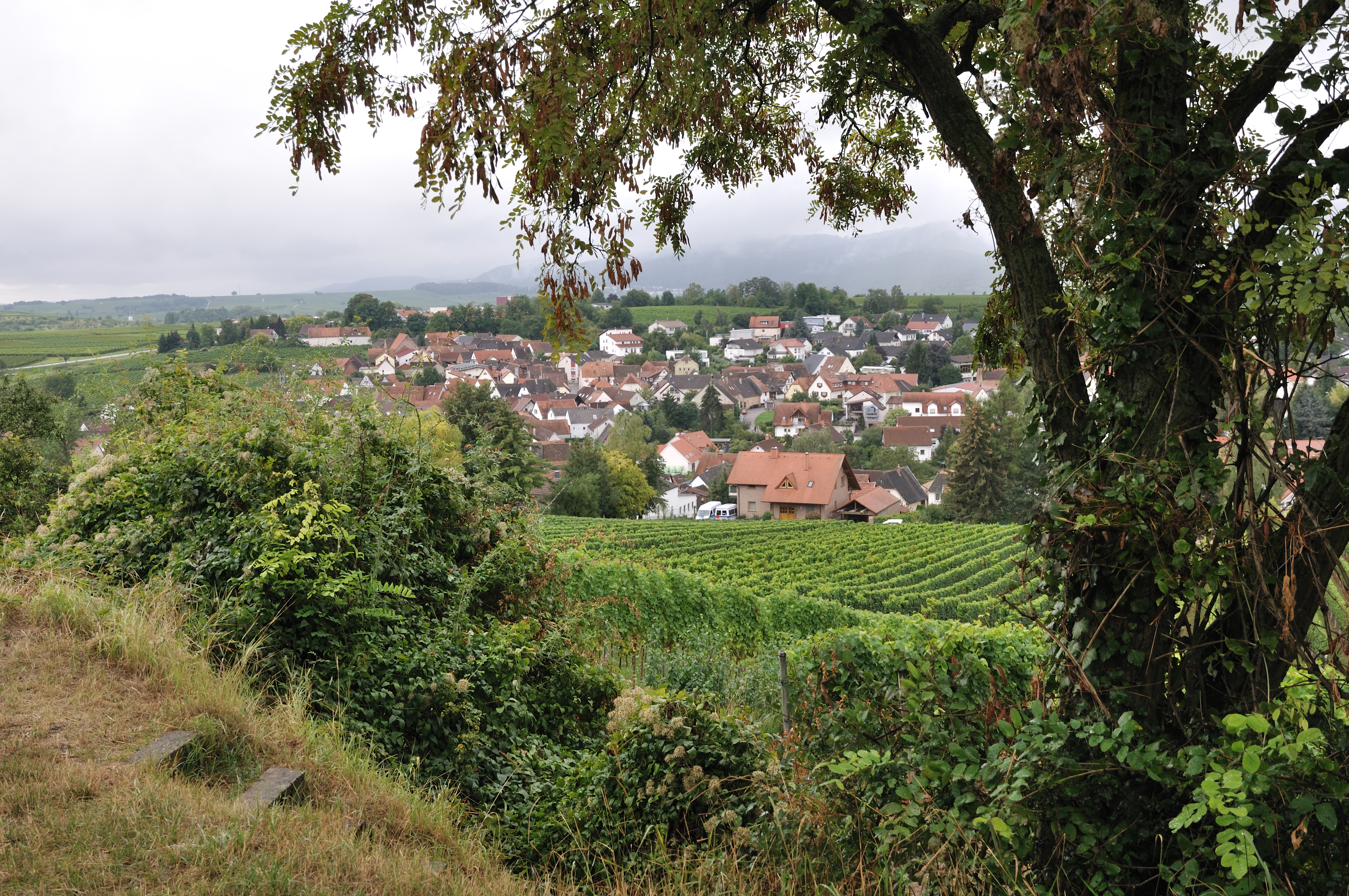
Ilbesheim*
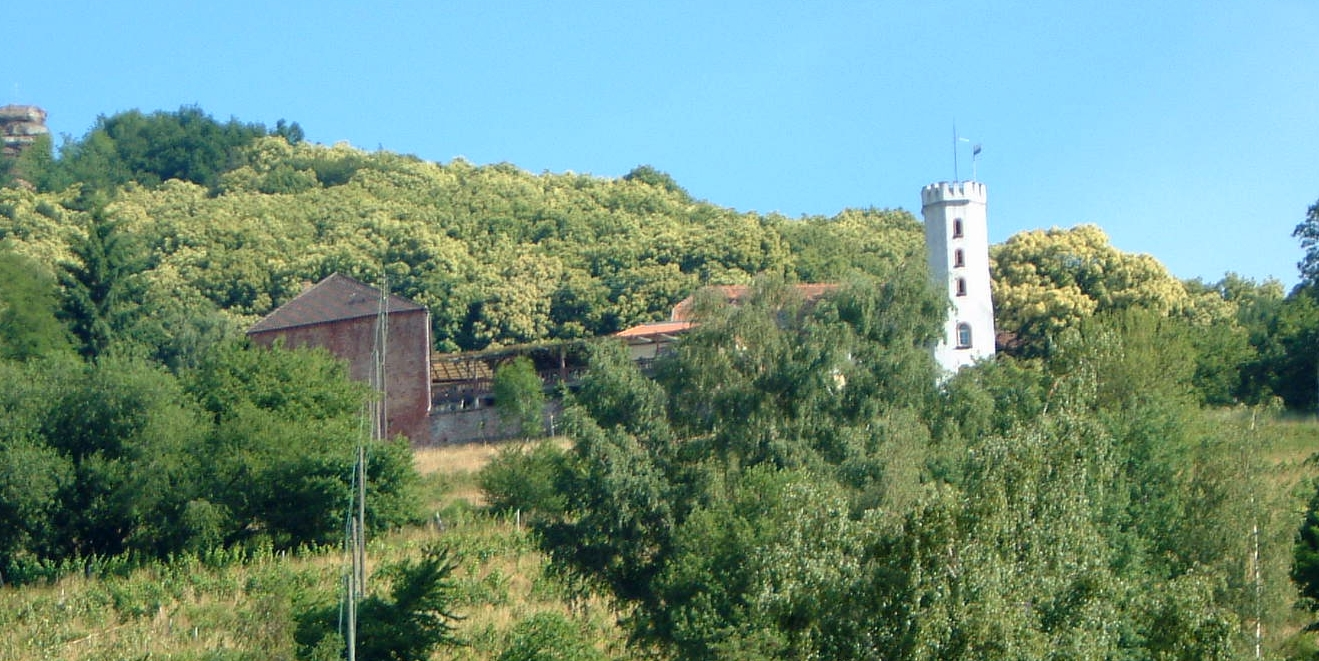
Slevogthof bei Leinsweiler*
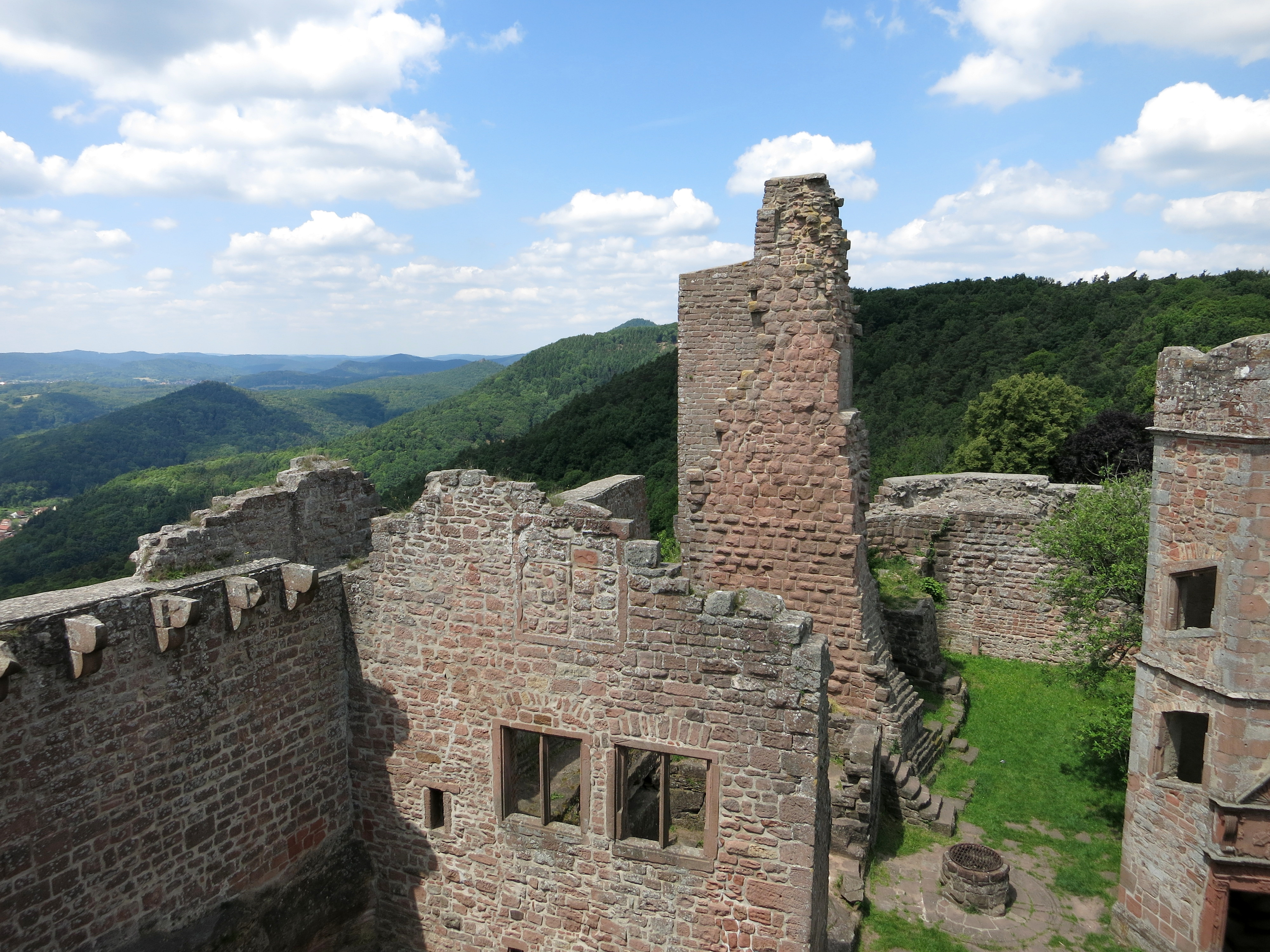
Madenburg bei Eschbach*
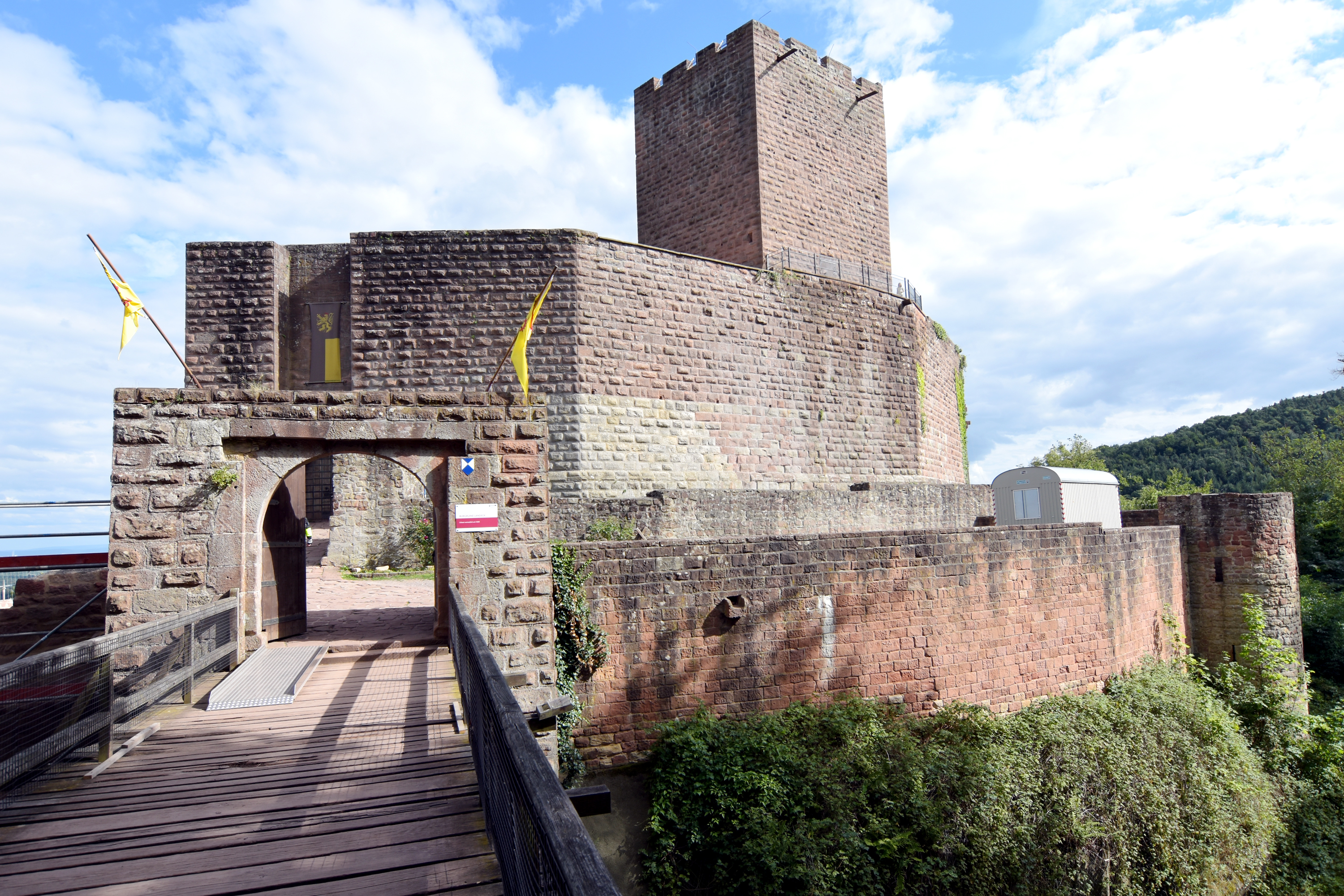
Burg Landeck bei Klingenmünster
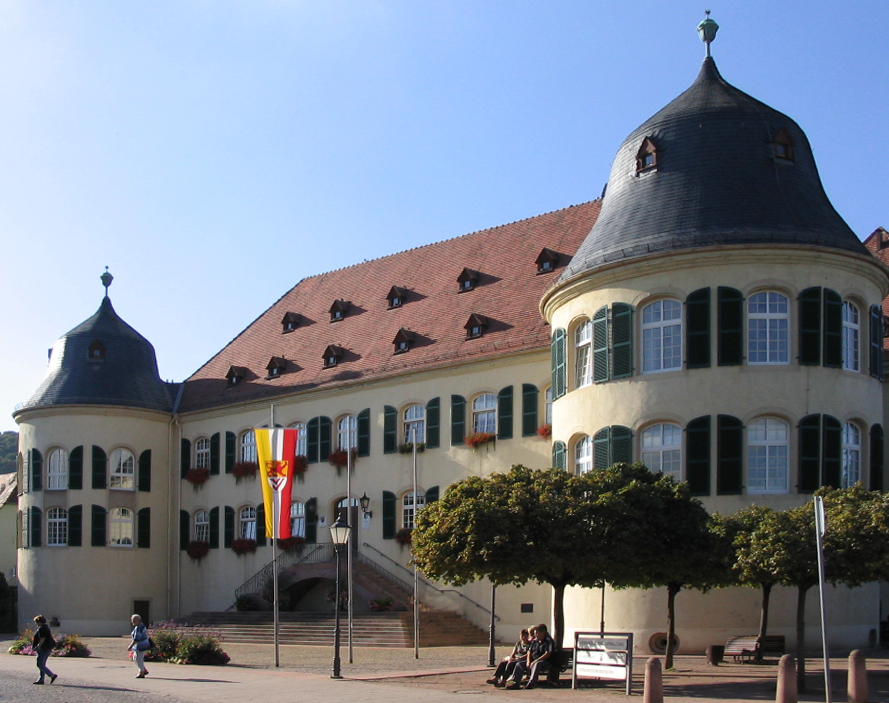
Schloss in Bad Bergzabern
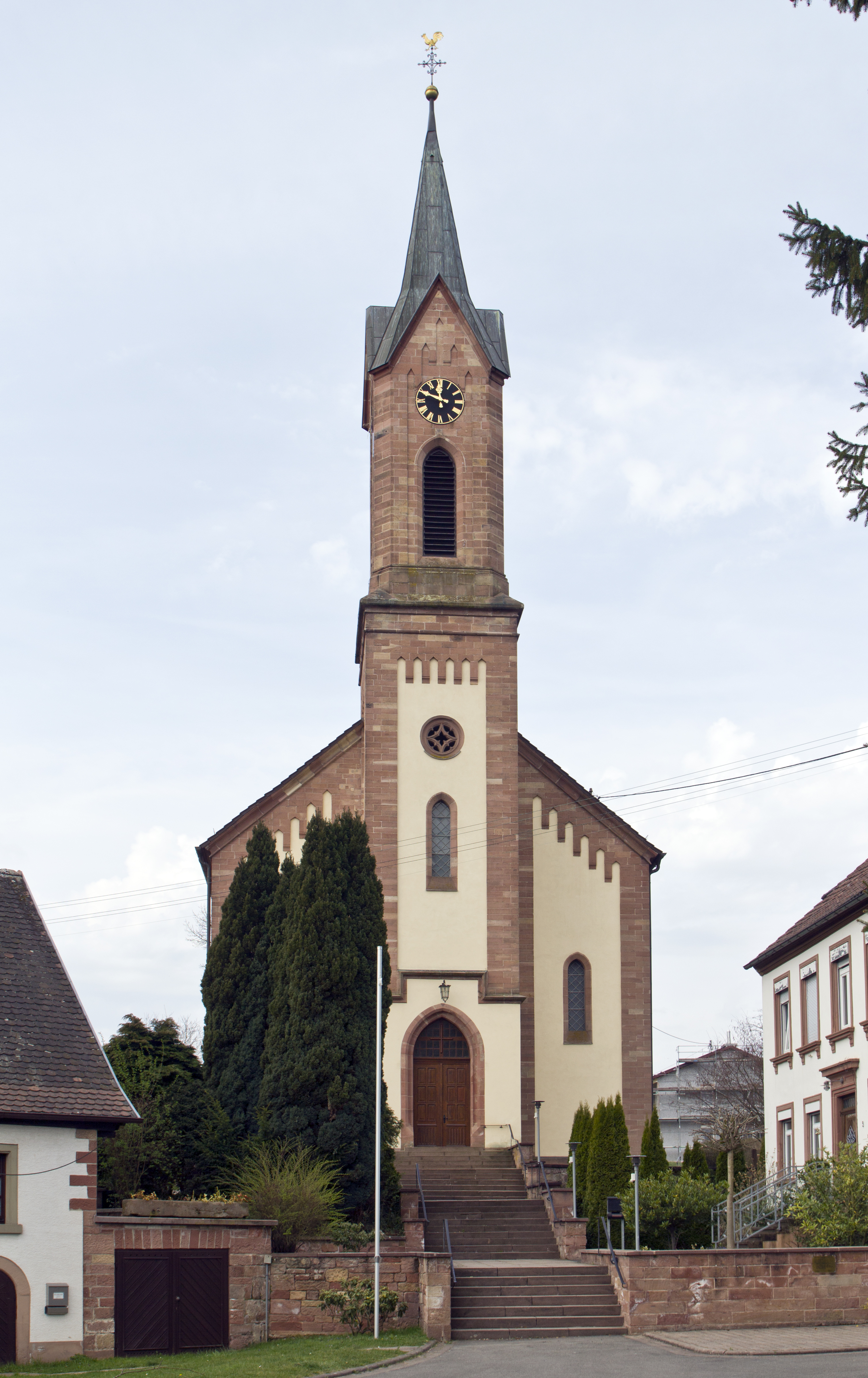
Katholische Kirche St. Gallus in Birkenhördt
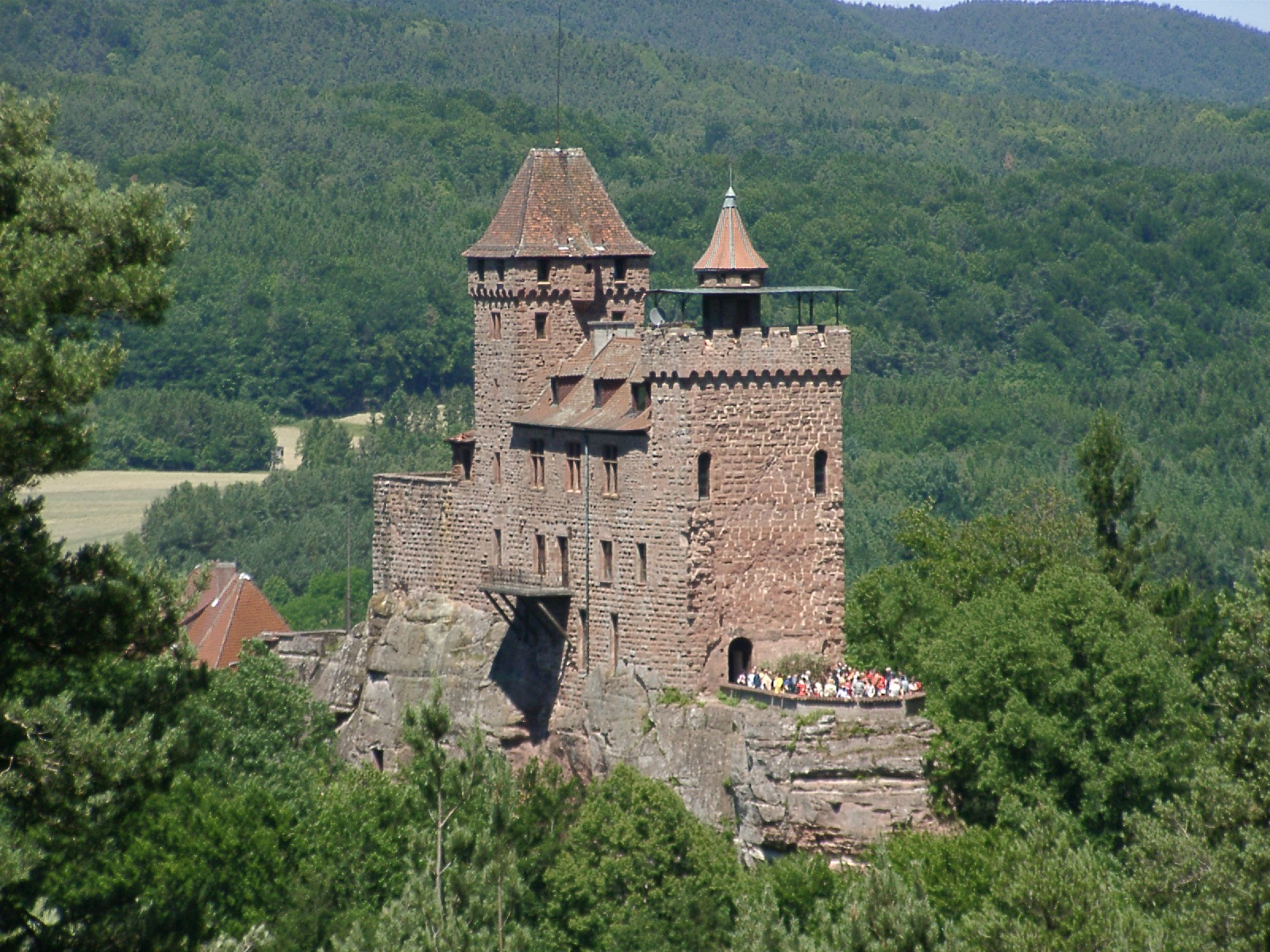
Burg Berwartstein bei Erlenbach
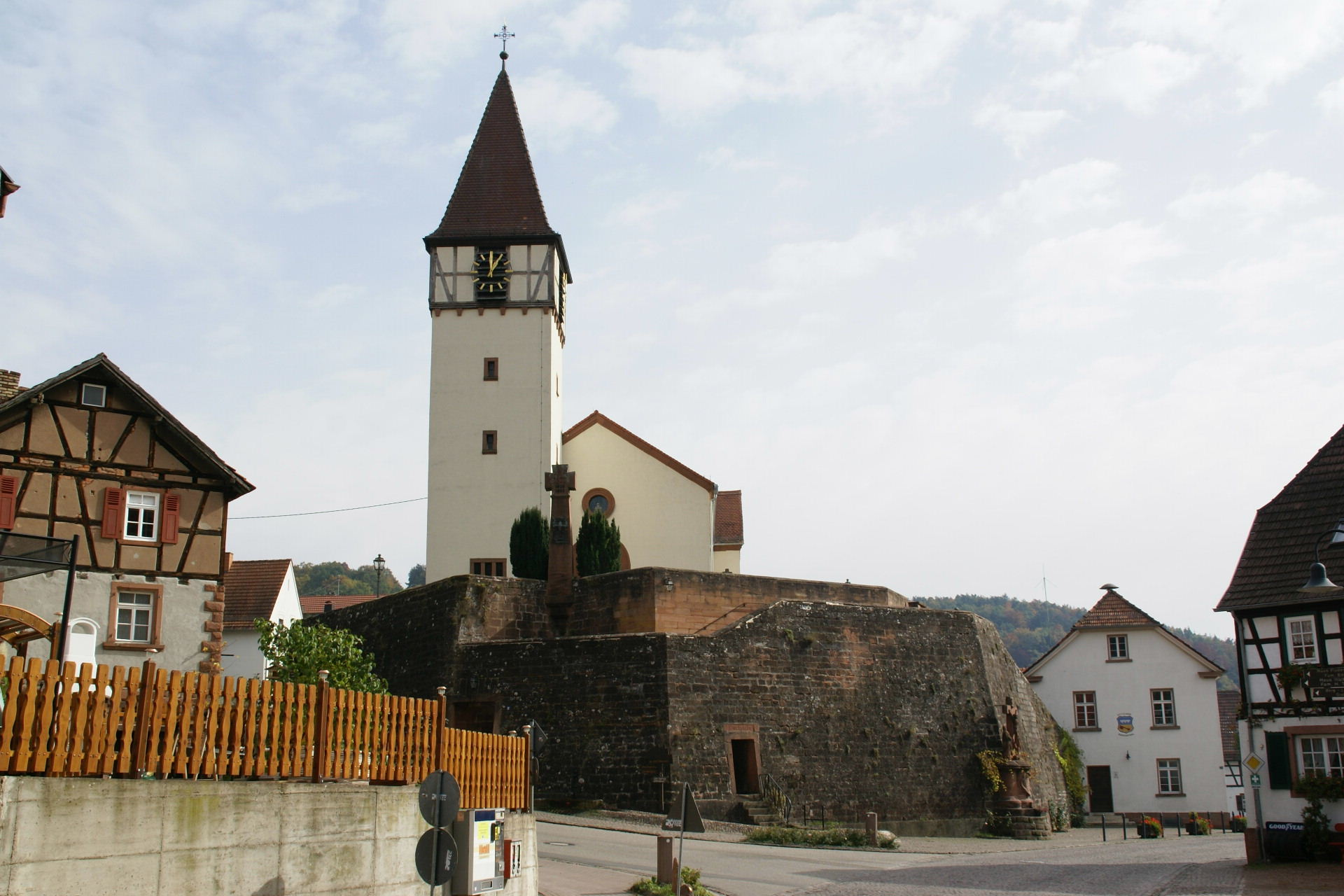
Kirche in Bundenthal
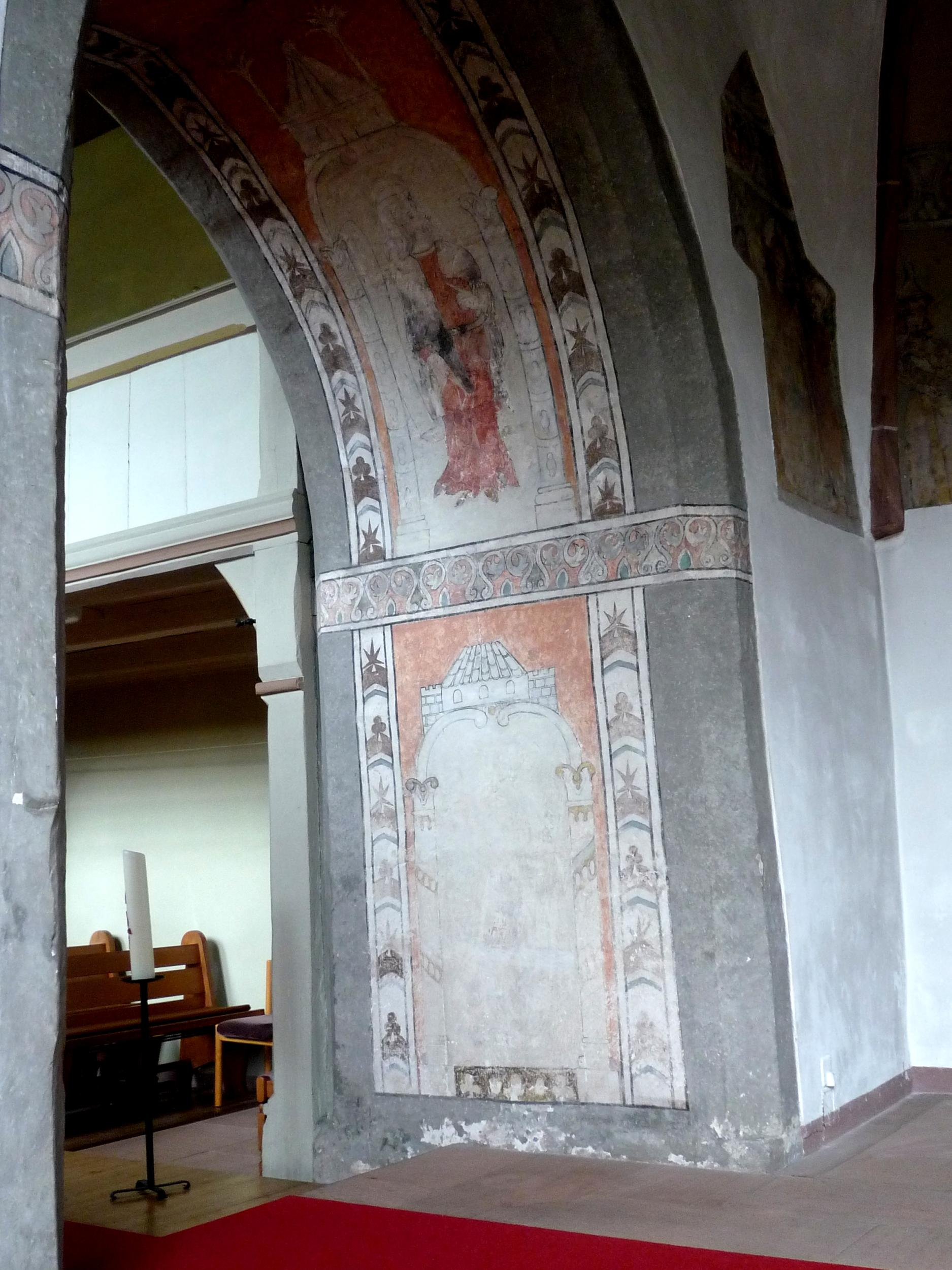
Fresken in der Christuskirche in Rumbach
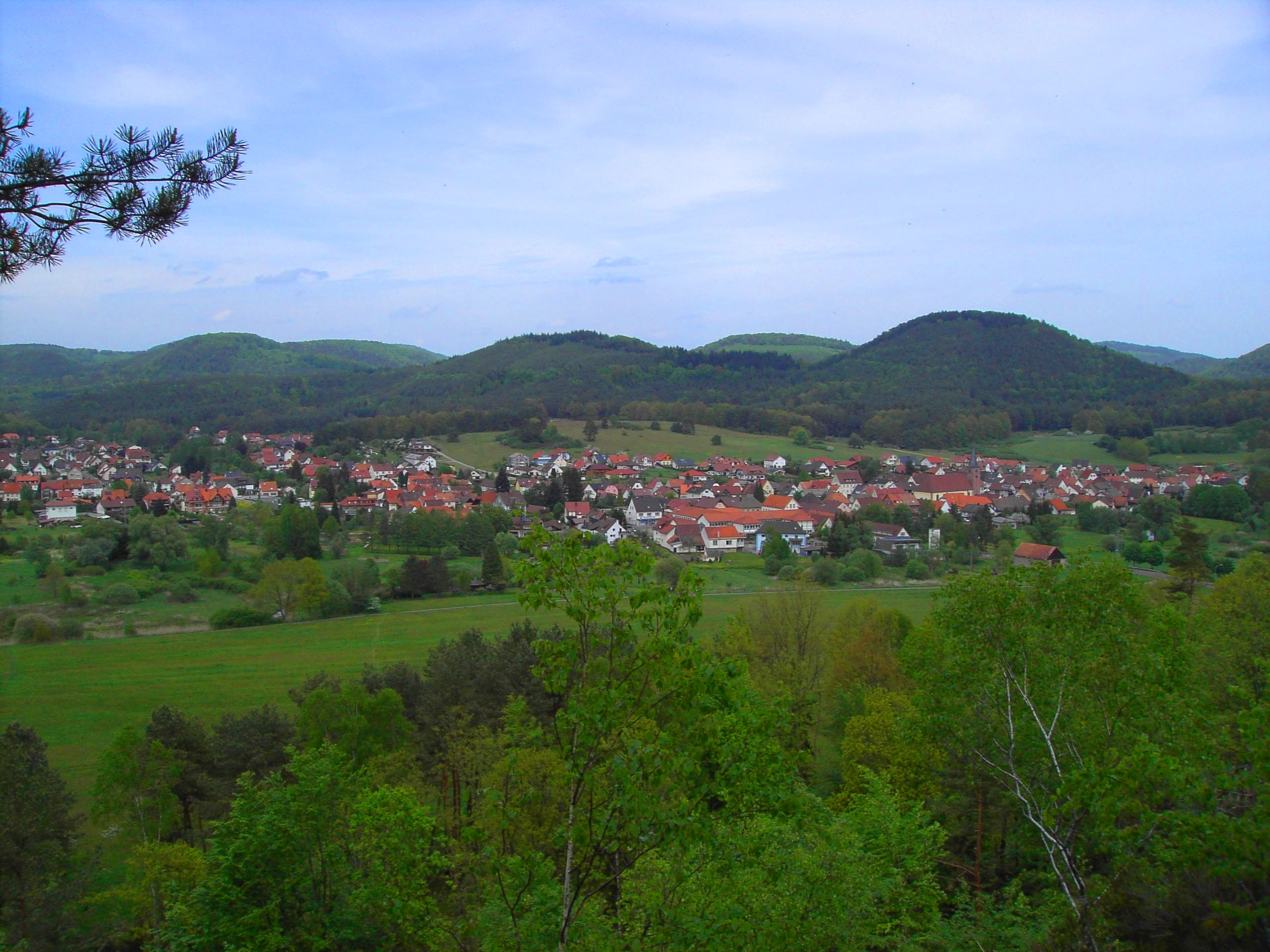
Fischbach
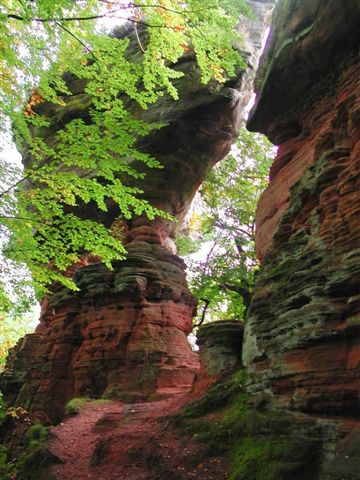
Altschlossfelsen bei Eppenbrunn
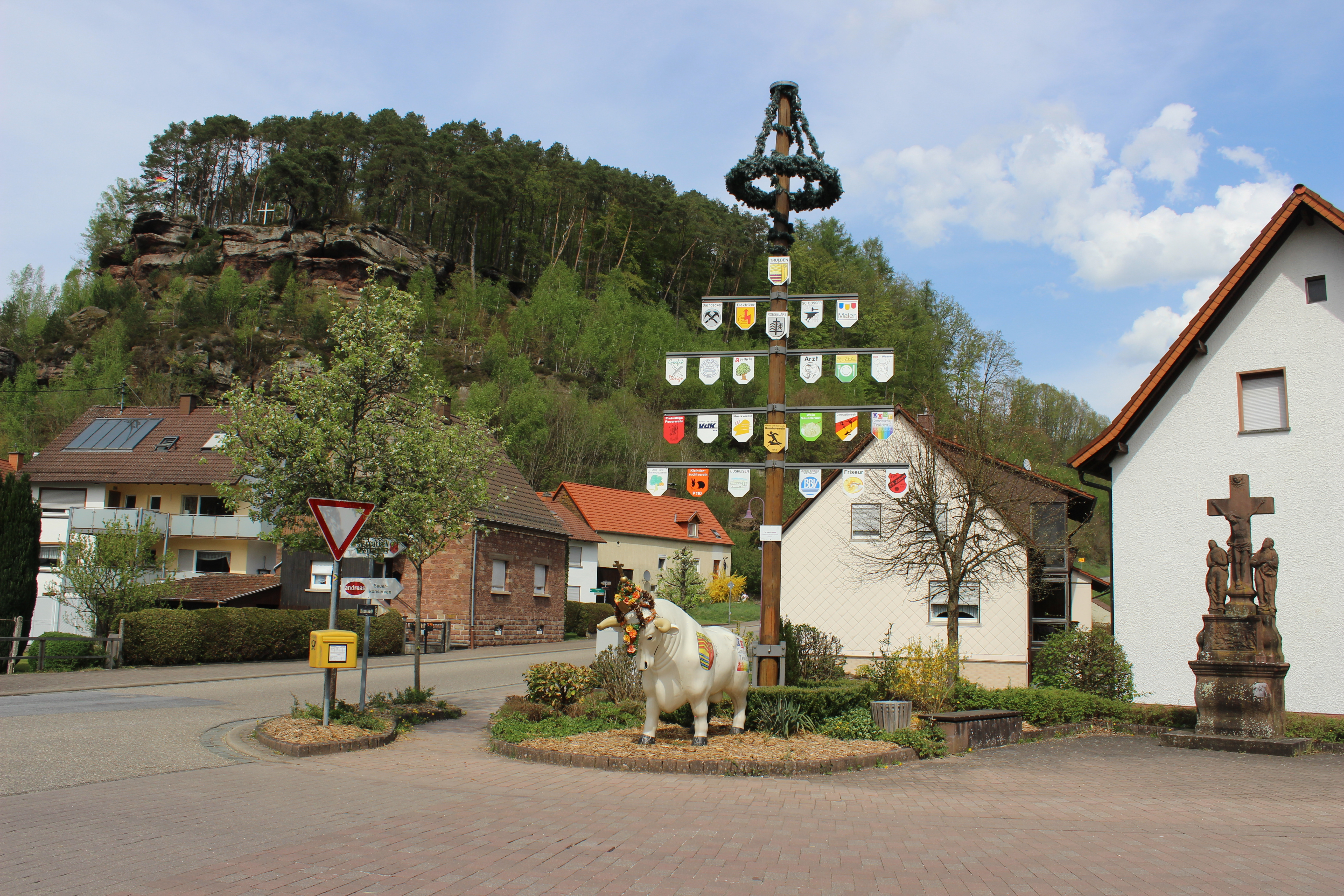
Trulben
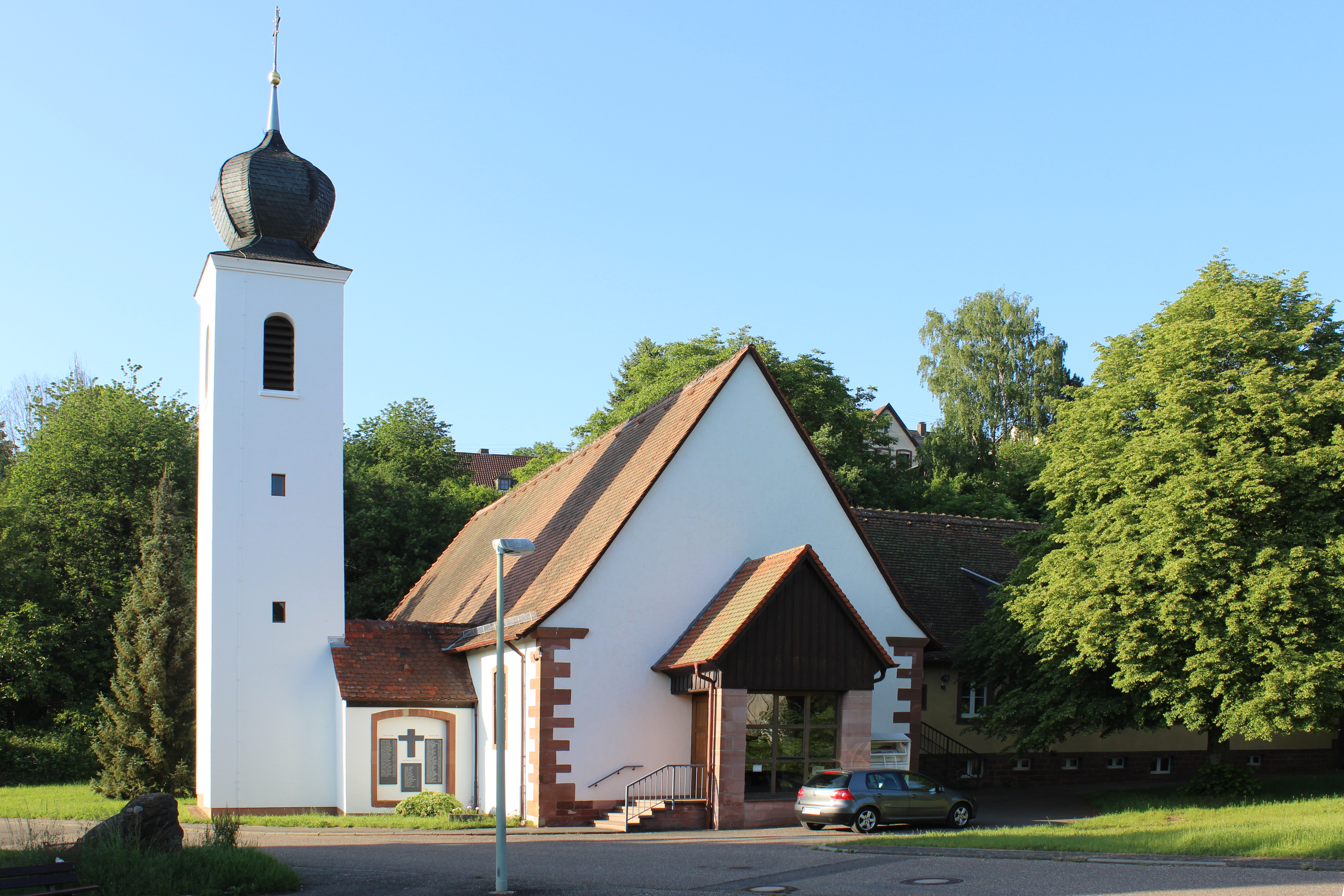
Kröppen
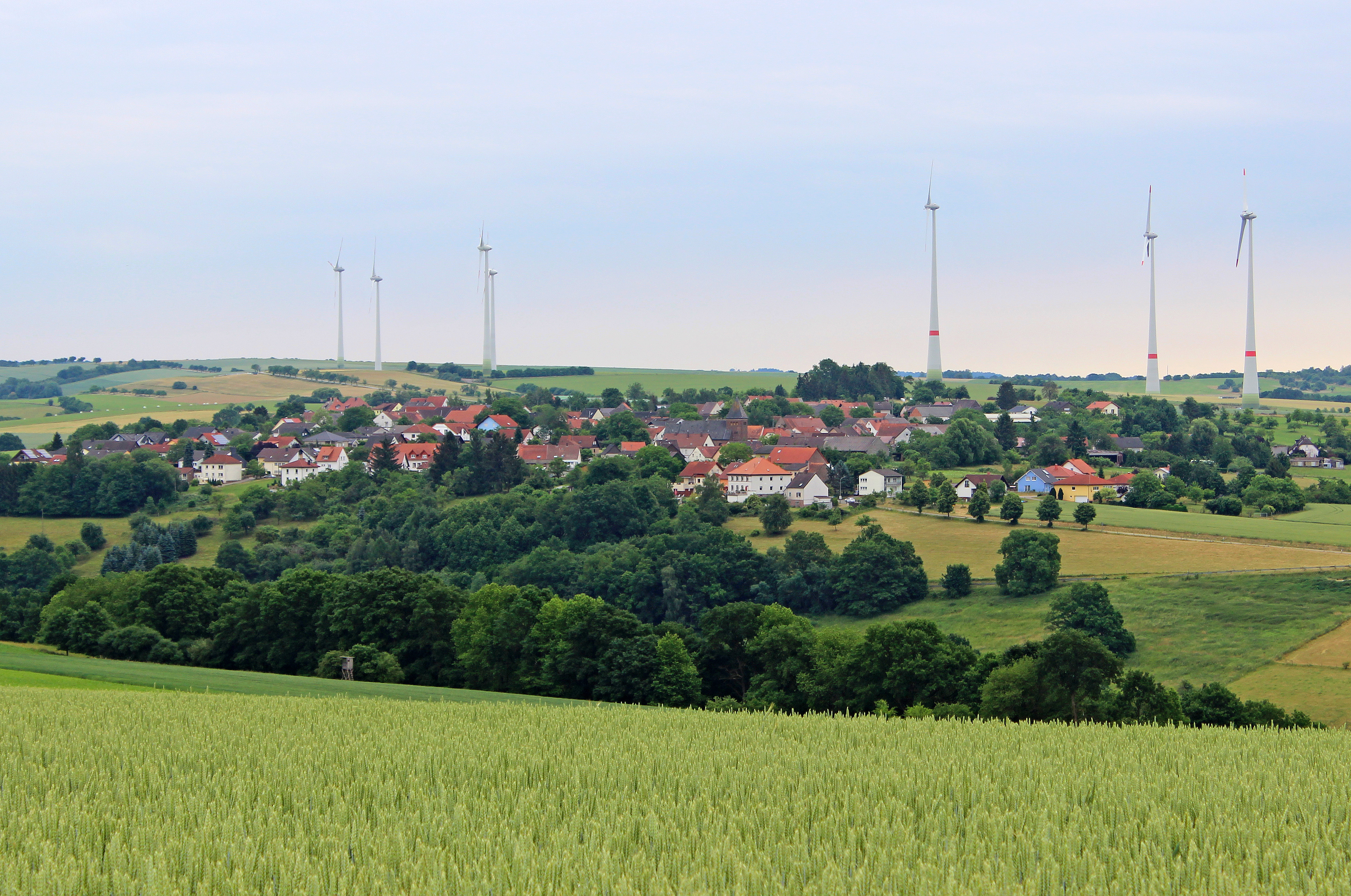
Riedelberg
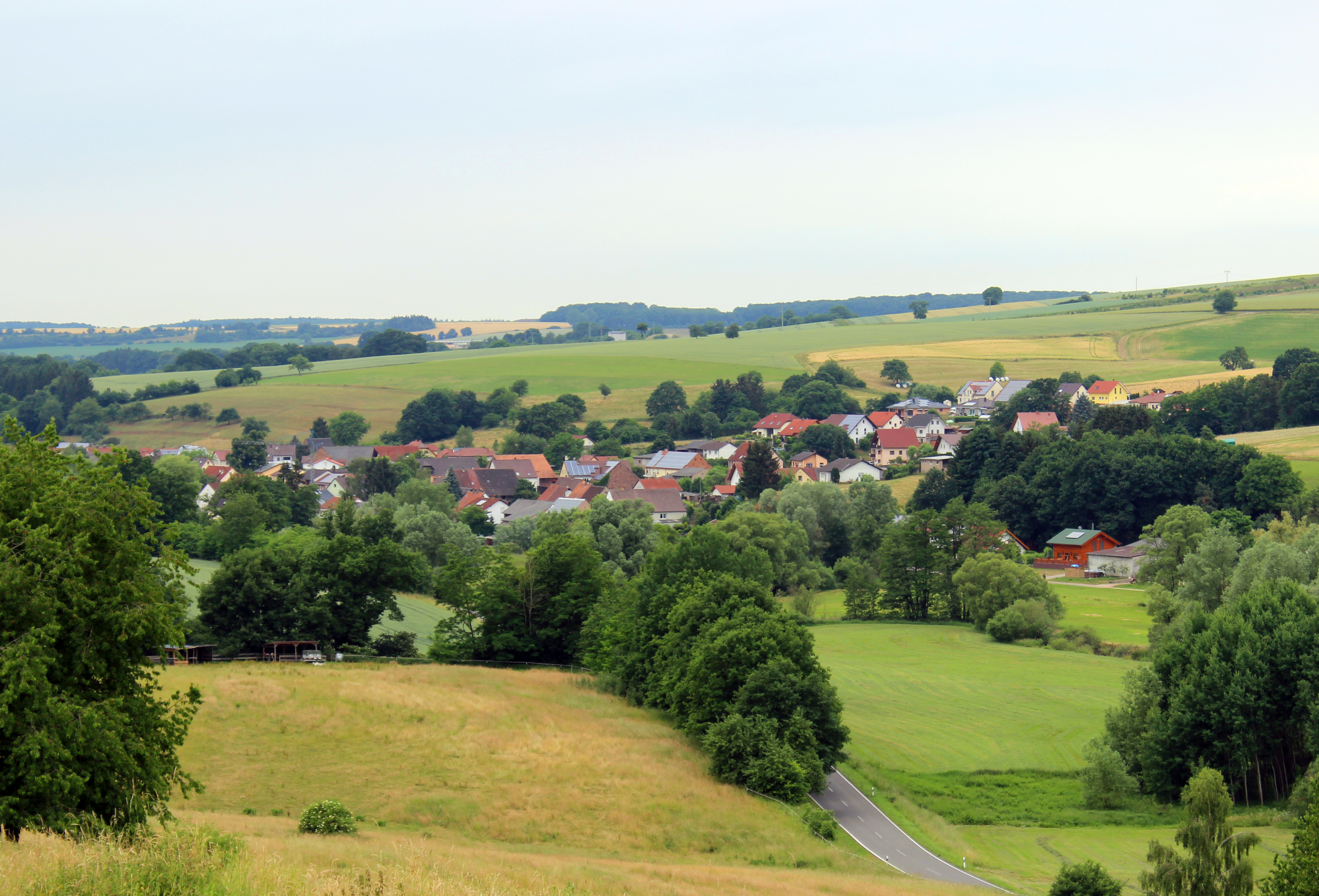
Mauschbach
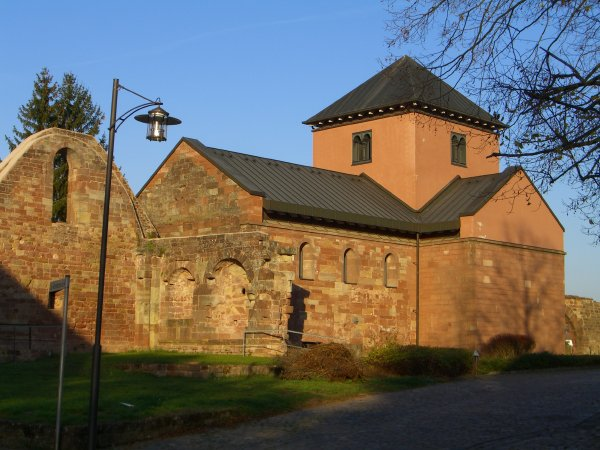
Kloster Hornbach mit Pirminius-Grab

### Klosterroute

#### Verlauf
Der Name Klosterroute weist auf die große Zahl von (ehemaligen) Klöstern hin, die unterwegs berührt werden.
Der Weg beginnt am Dom zu Worms und führt nach Westen zum ehemaligen Wallfahrtsort Zell. Weiter geht es nach Göllheim, wo der Weg sich verzweigt und für ungefähr 20 Kilometer in zwei etwa parallelen Ästen verläuft. Der nördliche führt zum ehemaligen Kloster Münsterdreisen bei Dreisen (Münsterhof), die Abteikirche Otterberg ist das nächste Ziel. Von hier geht es weiter direkt nach Landstuhl oder über Kaiserslautern. Hierher führt auch der südliche Ast, der von Göllheim aus an den Ruinen des Klosters Rosenthalerhof vorbei die Klosterkirche in Enkenbach erreicht. In Landstuhl vereinigen sich beide Routen mit der Nordroute der Pfälzer Jakobswege und führen an der Pilgerkirche in Vogelbach vorbei nach Homburg. Während die Nordroute nun direkt in Richtung Hornbach zieht, verlässt die Klosterroute die Pfalz und vereinigt sich in Blieskastel mit der saarländischen Route, die von Hornbach aus über Saarbrücken nach Metz führt.